# Bruges
Pour les articles homonymes, voir Bruges (homonymie).
« Brügge » redirige ici. Pour les autres significations, voir Brügge (homonymie).
Bruges (prononcé /bʁyʒ/ ; en néerlandais : Brugge ; /ˈbrʏɣə/ ; en allemand : Brügge, /ˈbʁʏɡə/) est une ville de Belgique située en région flamande, chef-lieu et plus grande ville de la province de Flandre-Occidentale.

## Toponymie

### Attestations anciennes
Le nom de la localité est attesté sous les formes Bruggas et Bruccia en 840 - 875 (monnaies carolingiennes), puis Bruciam, Bruociam (lire Brucciam) en 892, [in portu] Bruggensi vers 1010, Bruggis en 1012, Bricge ou Brygce vers 1037, Brygce en 1049, Brugias en 1072.

### Étymologie
Selon la plupart des toponymistes Bruges est issu du proto-germanique *brugjō-
/ *brugjǭ, mot féminin reconstitué et signifiant « pont », (brug en néerlandais moderne, équivalent de l'allemand Brücke et de l'anglais bridge, signifiant tous « pont »). Un premier pont ou ponton de bois aurait été construit à l'époque romaine à la hauteur de la Langestraat et de la Hoogstraat.
Dans une étude datant de 1971, Maurits Gysseling émet l’hypothèse que Brugge serait à l’origine une forme dérivée de Rogia, le nom originel de la rivière Reie, et que ce nom aurait subi ensuite, au VIIIe siècle ou au début du XIXe siècle, une évolution linguistique qui ne peut s’expliquer que par une influence du vieux norrois ; une contamination aurait en effet eu lieu par le mot scandinave bryggja, lequel signifie « débarcadère » ou « quai d’amarrage ». C’est à partir de cette forme contaminée que le nom actuel de la ville se serait développé. Du reste, pareille influence étrangère sur la dénomination d’une implantation humaine suppose l’existence de contacts intenses et durables avec les étrangers concernés. Contre cette hypothèse, il y a lieu de relever que l'existence de contacts importants et durables avec des étrangers n'a pas nécessairement une influence sur la toponymie. En particulier, les Vikings adaptaient à la phonétique de leur langue des toponymes préexistants ; c'est ainsi qu'ils appelaient Dublin, Dyflinn, et Rouen, Ruðuborg ou Ruða (qui est encore son nom en islandais et formé à partir de la forme *Rotho, abrégée de Rothome attestée en 1014), etc., sans que ces formes scandinaves, à l'usage interne du monde viking, aient la moindre influence sur le développement phonétique ultérieur de ces toponymes indigènes. Il en est ainsi, alors même que les implantations durables des colons scandinaves ont laissé des traces importantes dans la toponymie irlandaise et surtout normande.

## Héraldique
|  | La ville possède des armoiries qui lui ont été octroyées le 20 octobre 1819, confirmées le 26 février 1842 et octroyées à nouveau le 1er juillet 1986. À l'origine, ces armoiries avaient été octroyées par les Comtes de Flandre en 1304. Le lion est très probablement inspiré par celui de ces comtes mais d'une couleur différente (bleu au lieu du noir). Ces couleurs sont connues depuis le XIVe siècle. Le plus vieux sceau de Bruges date de 1199. Il montrait une forteresse et des fleurs de lys. Le deuxième sceau montrait une composition similaire. Les armoiries apparaissent dans le troisième sceau connu depuis la fin du XIIIe siècle. Il montrait encore une forteresse ou une porte de la ville mais la base du sceau est un petit écu avec les barres et le lion. Dans le sceau de 1289 le nombre de barres a été augmenté de 6 à 8. La signification de ces barres n'est toutefois pas connue. Blasonnement : Burelé de huit pièces d'argent et de gueules à un lion d'azur, armé et lampassé de gueules, couronné d'or portant au cou un collier avec une croix du même pendante sur sa poitrine. Source du blasonnement : Heraldy of the World. |

## Géographie

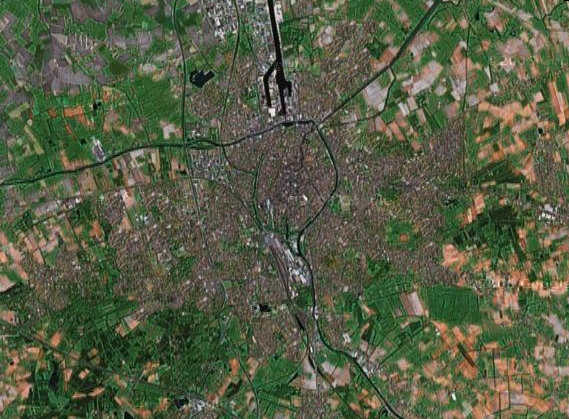
Photo satellite de Bruges.

### Situation

#### Emplacement
Auparavant, la mer atteignait le nord de Bruges. La ville était alors reliée à la côte par un chenal naturel, le getijdengeul qui était soumis à l'action des marées. La poldérisation progressive à partir du XIe siècle a fait disparaître ces chenaux. Aujourd'hui, le cœur historique de Bruges se situe à une quinzaine de kilomètres de la mer du Nord. Le rattachement progressif des villes alentour a permis de faire de Bruges une ville côtière dont le port est Zeebruges. Les deux ensembles sont reliés depuis 1907 par le canal Baudouin, d'une longueur de 12 kilomètres.
La ville est toujours traversée par une rivière, la Reie, qui est aujourd'hui canalisée dans Bruges.

#### Communes limitrophes
|                                   | Mer du Nord          | Knokke-Heist |
| Jabbeke Zuyenkerque Blankenberghe | Bruges               | Damme        |
|                                   | Zedelghem - Oostkamp | Beernem      |

## Histoire
Bruges a joué un rôle important au Moyen Âge, époque au cours de laquelle les riches marchands de la ville relient la Baltique et la Méditerranée, point fort de la spécificité brugeoise au Moyen Âge.
C'est à Bruges que le 10 janvier 1430, lors du dernier jour des festivités de son mariage avec Isabelle de Portugal que Philippe le Bon (duc de Bourgogne) fonde l'ordre de la Toison d'or.

### Moyen Âge

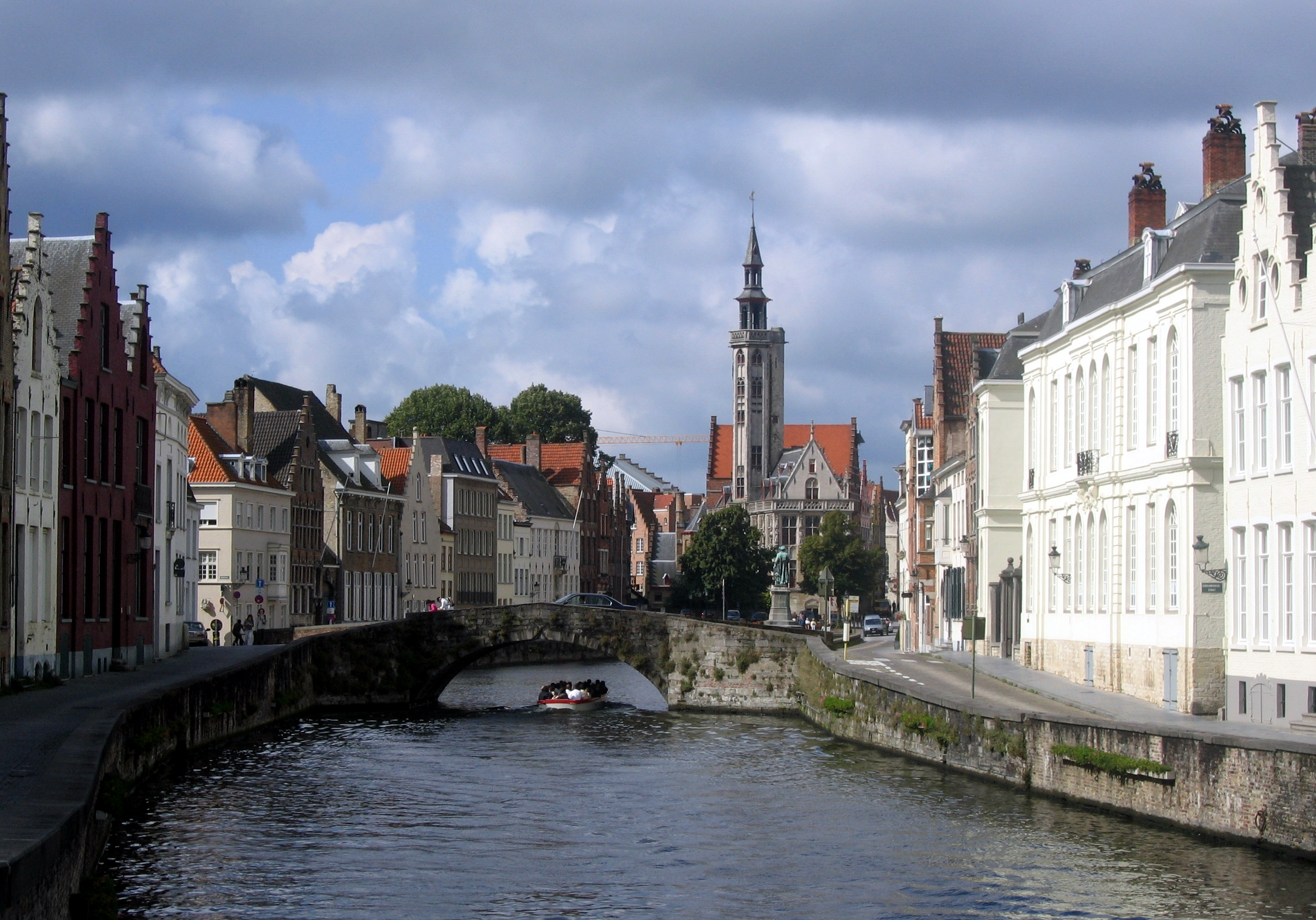
Le Spiegelrei.

Bruges apparaît au IXe siècle en tant que place forte du comté de Flandre. Bruges apparaît au Moyen Âge en tant que place fortifiée située le long d'un bras de mer, le Zwin. Baudouin, vassal du roi carolingien Charles le Chauve, y habitait avec Judith, la fille de celui-ci qu'il avait enlevée. Pour prévenir de nouvelles querelles, le roi avait envoyé son vassal Baudouin en pays flamand où une population peu nombreuse craignait les invasions normandes qui ravageaient le littoral (Thérouanne, Dixmude, Saint-Omer, Gand…).
Baudouin fonde le comté de Flandre et étend son domaine de la région côtière jusqu'à l'Escaut et l'Artois. Il fait construire la place forte de Bruges en utilisant notamment les pierres de la cité d'Oudenburg. Nous trouvons le nom de Bruges pour la première fois vers 875 sur une pièce de monnaie.
Bruges n'est donc au IXe siècle qu'un rempart avec château et chapelle sur la place où s'élève à présent le Burg (la place du Bourg). Au Burg s'ajoutent un marché, une cour de justice et quelques routes qui mènent à la côte ou à l'intérieur du pays. Des navires viennent y accoster. Ils pénètrent dans l'embouchure du Zwin entre les bancs de sable et la côte flamande. Ainsi Bruges se développe également comme centre commercial.
En 928, Bruges obtient le statut de ville, mais elle n'apparaît alors sur aucune carte. La ville est mentionnée sur un document racontant le transfert d'un crucifix en or vers Bruges, peut-être par peur des incursions vikings et laissant donc penser que Bruges était une ville plus sûre, ce qui laisse supposer des fortifications et une garnison.
Dans les années 1000, le Burg devient un port. Les attaques des Vikings cessent, l'artisanat et le commerce se développent, les murs de la ville et des canaux sont construits. Les comtes de Flandre confient le château de Bruges à des châtelains qui tentent de rendre la fonction héréditaire :
- Bertulphus vers 1012 ;
- Robert Ier vers 1036-1052 ;
- Baldran vers 1060-1067 épouse Dedda ou Diva ;
- Erembald de Furnes 1067-1089, meurtrier du précédent, second époux de Dedda ou Diva ;
- Robert II 1089-1109 leur fils ;
- Waltier 1110-1115 son fils ;
- Didier Haket 1115-1127, fils d'Erembald ;
- Gervais du Praet 1127-1130 ;
- Didier Haket rétabli 1130-1133.

En 1134, un raz-de-marée a pour conséquence bénéfique d'ouvrir un bras de mer, le Zwin, donnant à la ville un accès direct à la mer, ce qui entraîne un développement urbain spectaculaire du XIIe au XVe siècle, avec le creusement de nombreux canaux.  Les habitants construisent une digue transversale (appelée damme) à l'extrémité de ce chenal pour participer ainsi au commerce international qui relie l'Angleterre, productrice de laine, la Suède, exportatrice de hareng en caque, la Gascogne, productrice de vin, et les producteurs de textiles de Flandre. Le bras de mer passe près de la ville de Damme qui va devenir un avant-poste commercial de Bruges.
Forte de son indépendance communale symbolisée par son beffroi, Bruges devient une plaque tournante portuaire, commerciale et financière de l'Europe du Moyen Âge, reliant les pays de la mer du Nord et de la Baltique à la Méditerranée. Les riches marchands brugeois traitent avec ceux de toute l'Europe. La première bourse de valeurs de l'histoire est créée à Bruges au XIIIe siècle.
Le comte Thierry d'Alsace investit ensuite la châtellenie Raoul de Nesle. Son petit-fils Jean II de Nesle cède ses droits en octobre 1224 à la comtesse Jeanne de Constantinople.

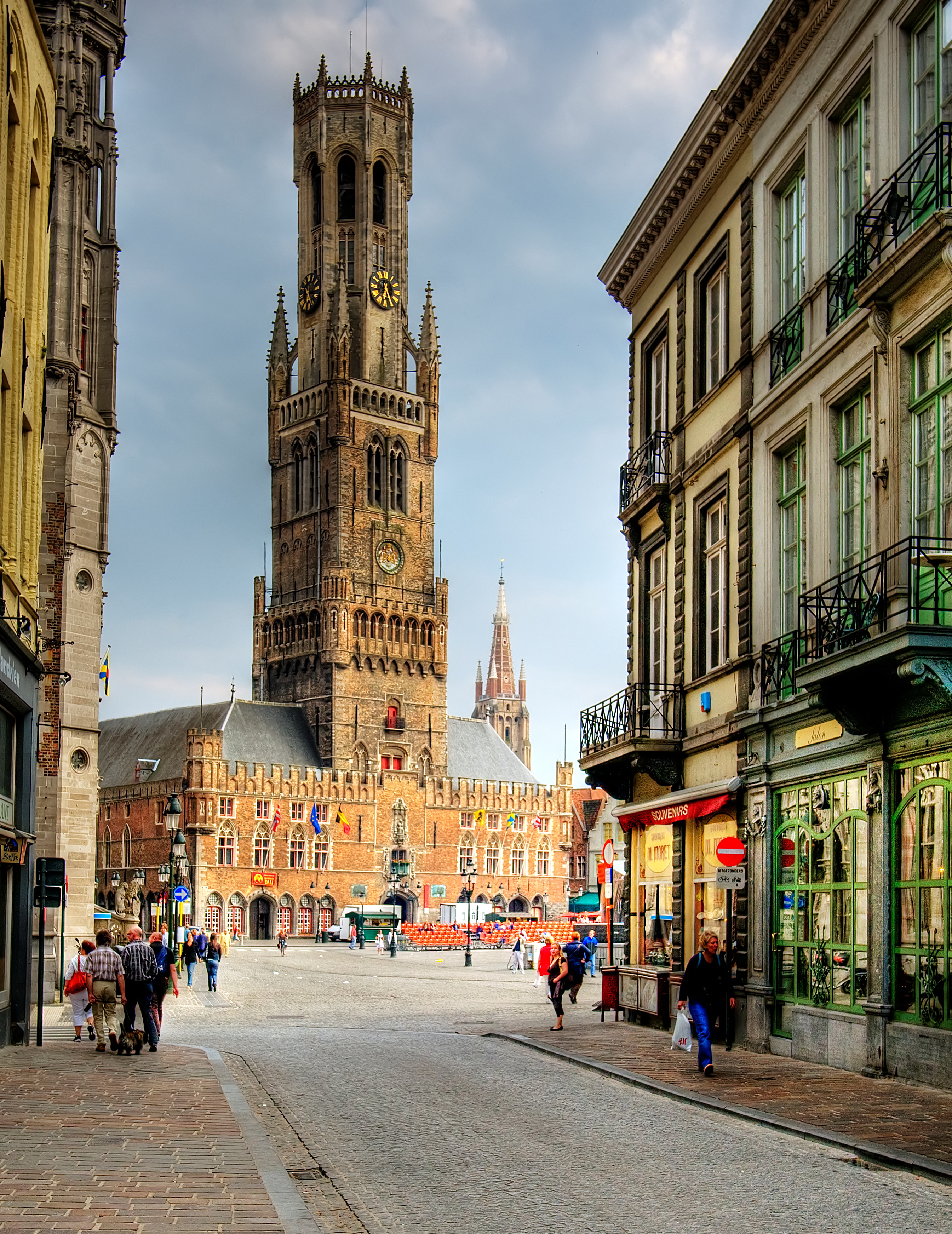
Le beffroi, symbole de l'autonomie communale.

En 1200, la ville obtient le droit d'organiser un marché annuel et le « privilège du droit de ville » (assorti d'avantages fiscaux) par le comte de Flandre, Philippe. Les marchands du Rhin viennent rapidement jusqu’à Bruges, puis c'est au tour des marchands hanséatiques, venus de Lübeck et Hambourg. En 1253, la Hanse y obtient des privilèges et Bruges devient l'un des trois comptoirs hanséatiques en mer du Nord, avec Londres et Bergen. Un simple prospectus de marchand du milieu du XIIIe siècle mentionne les relations commerciales avec le royaume d'Angleterre (laine, cuir, plomb, étain, charbon de roche...), le royaume d'Écosse (laine, cuir, fromages, suif, produits de l'élevage de moutons), le royaume de Norvège (bois de construction, poix, cuir bouilli, cuir de bouc pour fabriquer le cuir de Cordoue, suif, graisses, gerfauts), le royaume de Bulgarie (vairs et gris, hermines, zibelines, hermines non mouchetées), le couloir mosan représenté notamment par l'évêché de Liège et Dinant (grands madriers, objets de cuir façonné et battu), le royaume de Portugal ou de Lusitanie (miel, huile, figues, raisins, graines, peaux, cires, cuir, balais), le royaume de Maroc (sucre brut, cumin, cire, cuir, peaux), le royaume de Fez et l'Afrique (cire, cuir, peaux).
Dès la fin du XIIIe et le début du XIVe siècle, les progrès de la navigation marchande italienne, à l'initiative de Gênes, impose définitivement la suprématie de la voie maritime via le détroit de Gibraltar et au loin des côtes de l'océan Atlantique, sur les diverses routes alpestres ou fluviales. Des marchands de Gênes, de Venise, de Florence, de Castille, du Portugal ou d'Écosse comptent parmi les visiteurs réguliers de la ville. L'arrivée des marchands génois en 1277 avec le premier convoi maritime permet non seulement le début du commerce des épices avec le Levant, mais également un perfectionnement des techniques bancaires et financières dans la ville. L'hôtel de la famille Van der Buerse est le premier centre financier européen de l'histoire boursière.
Le 18 mai 1302, lors des Matines Brugeoises, la population de la ville se révolte contre l'occupation française en assassinant les partisans du Roi de France Philippe le Bel ainsi que la garnison française, puis se rallie au comte de Flandre Gui de Dampierre et son fils aîné Robert emprisonnés depuis 1300 par le Roi de France. Deux mois plus tard, la ville prend part à la victoire flamande de la bataille des éperons d'or, contre le Roi de France.
Les marchands vénitiens arrivent dans la ville en 1314. Aux XIVe et XVe siècles, des marchands de Lucques comme Dino Rapondi ou Les Époux Arnolfini s'y installent.
Un tournoi est donné à Bruges le 11 mars 1392, où se dispute un combat entre Jean IV van der Aa, seigneur de Gruuthuse et le seigneur Gérard de Ghistelles, seigneur de Wasquehal. Ce tournoi se dispute sur la grande place de Bruges, avec d'un côté les 49 chevaliers de Jean de Bruges et 48 du côté de Gérard de Ghistelles. Le nom de Jean de Bruges est devenu célèbre dans la chevalerie, par ce tournoi qu’il donne à Bruges. À la suite de ce tournoi, René d'Anjou composera pour Louis de Bruges, fils de Jean IV van der Aa, un Traité des tournois dans lequel il réunit les lois, règlements, usages, cérémonies et détails observés dans ces exercices. C’est sans doute pour en conserver le souvenir que Bruges institue, à partir de 1417, les joutes ou tournois de la société dite « de l’Ours blanc », dont le chef, ou plutôt celui qui y remportait le prix de valeur et d’adresse, était pendant l’exercice de ses fonctions, qui durait un an, qualifié de « Forestier », en mémoire des anciens gouverneurs de la Flandre, que les rois de France avaient revêtus de ce titre.
En 1409, une bourse est créée et la ville devient le marché financier le plus sophistiqué des Pays-Bas durant le XVe siècle. La population de la ville passe de 35 000 habitants en 1340 à près de 100 000 en 1500. Au XVe siècle, c'est la plus grande place financière d'Europe. Cet essor économique entraîne une floraison culturelle et artistique. Elle est le centre le plus important des peintres primitifs flamands, qui révolutionnent la peinture occidentale. Mais le Zwin s'ensable aux XVe et XVIe siècles, éloignant progressivement la ville de son accès à la mer, ce qui provoque un déclin économique irrémédiable au profit d'Anvers. Bruges tombe alors au rang de simple ville provinciale, dans le cadre des Pays-Bas espagnols.

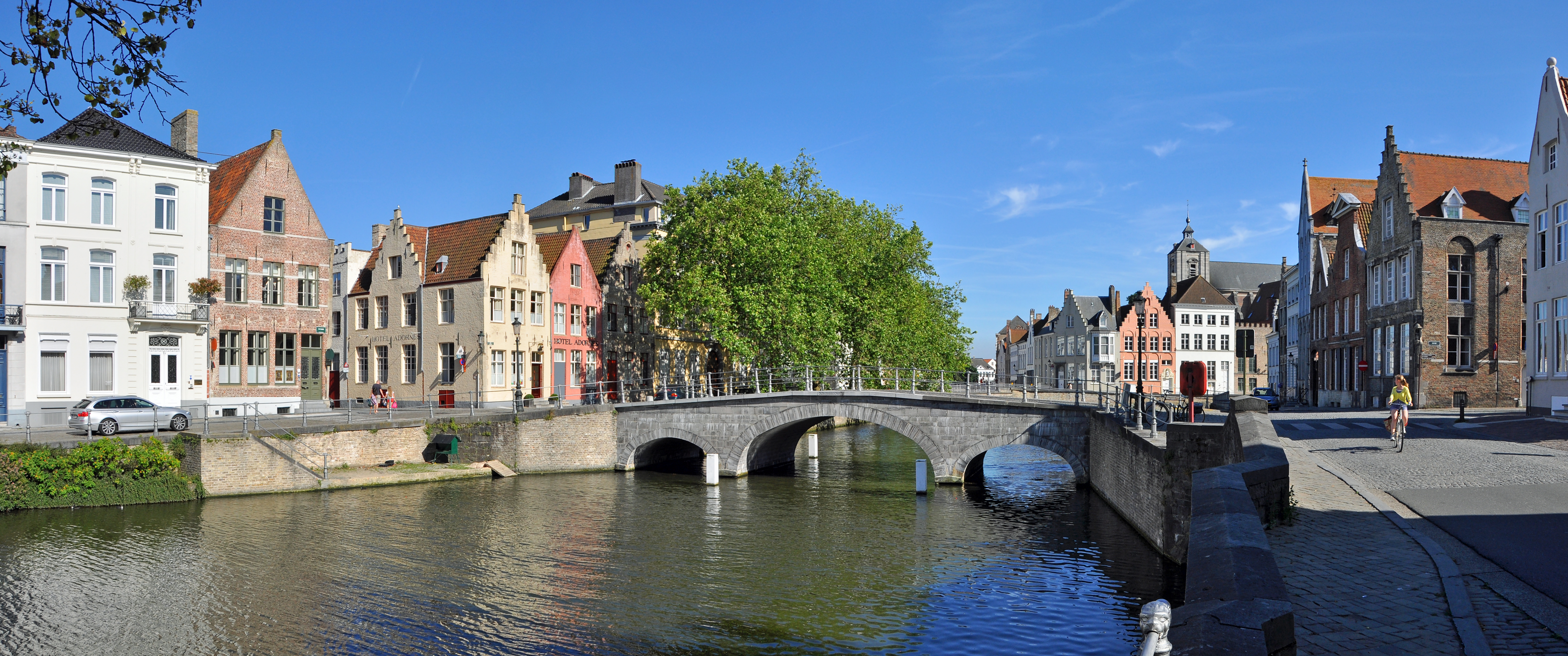
Pont des Carmes dans la ville de Bruges

L'âge d'or de la ville entre les XIIe et XVe siècles est donc dû à un commerce florissant axé principalement sur la draperie. À cette époque, Bruges est une véritable plaque tournante du commerce européen. Le commerce s'établit avec Londres, le nord de l'Europe et les grands ports d'Italie, Gênes et Venise.
Au XVe siècle, la ville est sous la tutelle des ducs de Bourgogne. En 1436, les milices brugeoises et gantoises, de retour des sièges qu'elles ont menés en Picardie, revendiquent entre autres le retour de la souveraineté de Bruges sur le port maritime de L'Écluse. Le 21 mai 1437, les bourgeois se soulèvent contre Philippe III de Bourgogne (qui échappe de peu à la mort), et lynchent son représentant, le maréchal Jean de Villiers de L'Isle-Adam (épisode dit des « vêpres brugeoises »). Le bourgmestre Gilles III Lauwereyns, nommé en octobre 1437, doit aller demander pardon au duc de Bourgogne en janvier 1438 à Arras. La Déclaration des Droits, approuvée par Philippe III, amène la ville à un haut degré de développement économique, architectural et culturel. À la fin du Moyen Âge, Bruges est la ville la plus riche d'Europe du Nord.
Durant cette époque faste, certains riches marchands ont pris possession des marais entourant Bruges depuis le raz-de-marée et imposaient une taxe de passage pour ceux qui voulaient entrer ou sortir de la ville. Ces commerçants ont gardé le nom de leur position tels les « van Hollemeersch » – littéralement « De (van) l'entrée (Holle) des marais (Meersch) » – qui possédaient les marais du sud, sud-est. Les différentes invasions et changements de « nationalité » (Espagne, Autriche, France, etc.) ont altéré le nom d'origine et l'on trouve maintenant des van Allemeersch et des noms qui ont perdu la particule (Hollemeersch, Vanhollemeersch, etc.)

### Renaissance
À la fin du XVe siècle, la baie du Zwin s'ensable progressivement et la liaison directe entre la ville et la mer est rompue. La Cour de Bourgogne quitte Bruges et l'empereur Maximilien Ier restreint les droits de la ville. Anvers, qui bénéfice au contraire d'un accès à la mer privilégié grâce à sa position sur le fleuve Escaut, devient la ville dominante des Flandres, toujours sous domination étrangère. La ville de Bruges s'appauvrit et passe sous domination espagnole.
La sécession des Pays-Bas espagnols, en 1584, mène au déclin final de la ville. En 1600, Bruges n'est plus qu'une ville de province. Durant le XVIIe siècle, diverses initiatives sont prises pour renouer avec le passé, les installations portuaires sont modernisées mais sans beaucoup de succès.

### Le Développement auXXesiècle

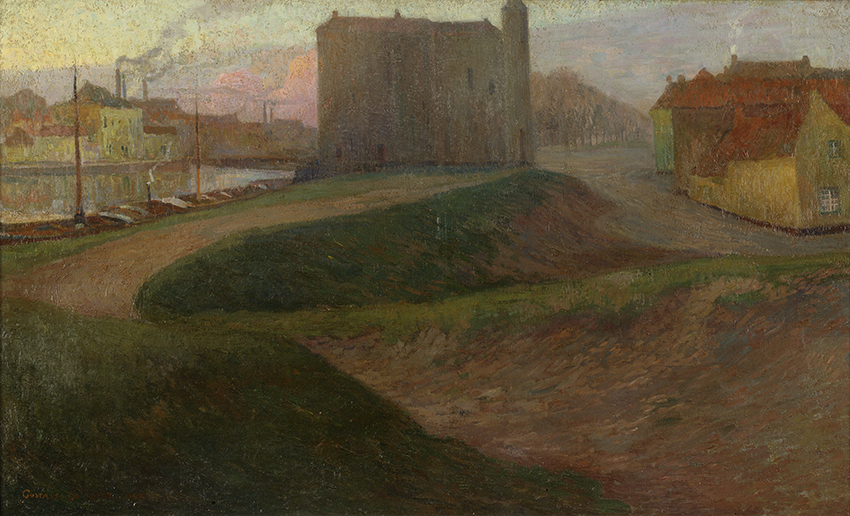
Bruges la Mort Bruges la Nouvelle, 1904
Gustave De Smet
Musée de Bruges

Ce n'est qu'au XXe siècle que Bruges connaît un nouveau développement grâce à la création du vaste port de Bruges-Zeebruges, partie intégrante du Range nord-européen. La longue période de torpeur d'après la Renaissance a permis à l'essentiel du tissu urbain médiéval et à une bonne partie des monuments anciens de rester préservés. La « belle endormie » est alors apparue aux XIXe et XXe siècles comme l'un des joyaux du patrimoine européen, méticuleusement restauré et mis en valeur. Une architecture néogothique de qualité s'est aussi développée parallèlement, faisant véritablement renaître le style local et redonnant au centre historique un aspect médiéval plus complet. Comme d'autres villes, elle est parfois surnommée la « Venise du Nord » du fait de ses canaux qui encerclent ou traversent la vieille ville dans un cadre pittoresque.

### Première Guerre mondiale

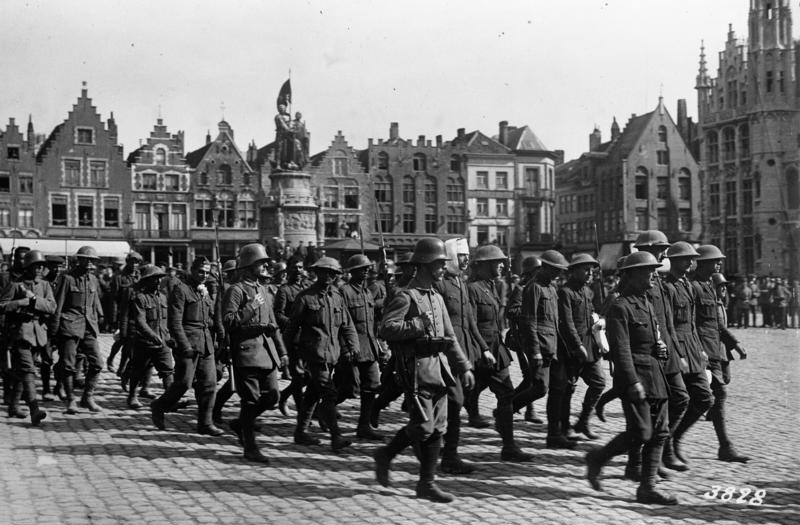
Des soldats allemands font ostensiblement traverser la Grand-Place de Bruges à des prisonniers de guerre anglais, mi-juillet 1917 (soldats capturés lors de l'attaque de la division d'infanterie de marine sur l’Yser, le 11 juillet 1917).

Pendant la Première Guerre mondiale, la ville était occupée par l'armée allemande.
Le nouveau port maritime, inauguré à Zeebruges en 1907, ne connut sa véritable éclosion que durant le dernier quart du XXe siècle.

### XXIe siècle
Bruges possède de nombreux musées, des lieux touristiques, comme le beffroi, un nouveau port moderne et important (Zeebruges) mais aussi et encore deux clubs de football : le FC Bruges en première division belge et le Cercle de Bruges KSV en première division belge, tous les deux évoluent dans le stade Jan Breydel.
Membre de l'Organisation des villes du patrimoine mondial depuis l'an 2000, capitale européenne de la culture en 2002 avec la ville espagnole de Salamanque, Bruges figure trois fois sur la liste du Patrimoine mondial de l'UNESCO, pour son centre historique, son béguinage et son beffroi, tout en appartenant aussi au Patrimoine culturel immatériel de l'humanité de l'UNESCO pour sa procession du Saint-Sang du jour de l'Ascension. Bruges est ainsi devenue la ville la plus touristique de Belgique. Comme à Venise, le centre historique a perdu sa fonction marchande, pour devenir une des attractions du tourisme mondial, posant des problèmes de fréquentation et la question du tourisme durable.

### Urbanisme

#### Transports

##### Axes routiers
- A10/E40, qui relie à Gand et Bruxelles;
- A10, qui relie à Ostende;
- A18/E40, qui relie à Furnes et la frontière française;
- A17/E403, qui relie à Courtrai et Tournai;
- N31/E403, qui relie à Zeebruges;
- N49/E34, qui relie à Anvers.

##### Chemin de fer
La gare principale de Bruges est reliée par trains InterCity avec toutes les autres villes importantes de Belgique (Bruxelles, Gand, Anvers, Liège, Courtrai, Ostende…) et avec Lille.
Elle est aussi desservie par d'autres trains, régionaux et locaux.

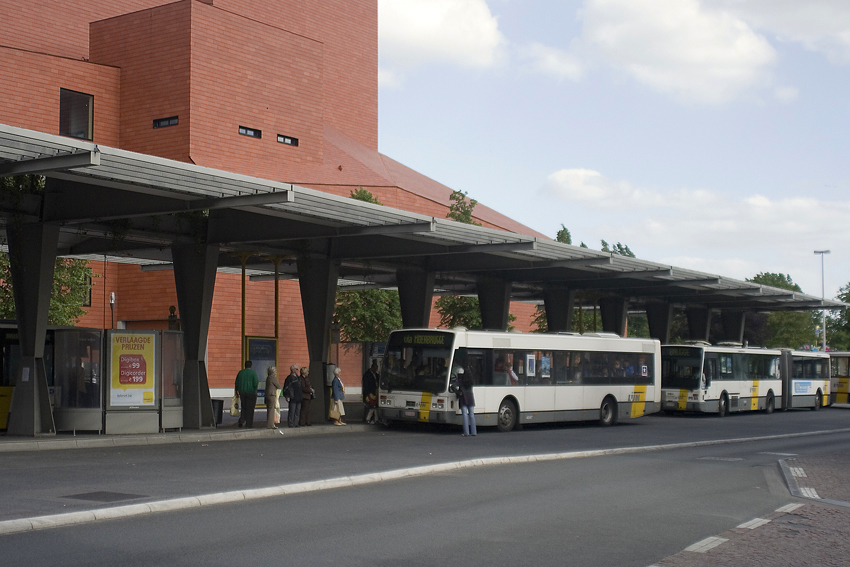
Gare de bus ’t Zand.

La gare principale accueille aussi le Thalys Paris - Bruxelles - Ostende.[réf. nécessaire]

##### Port

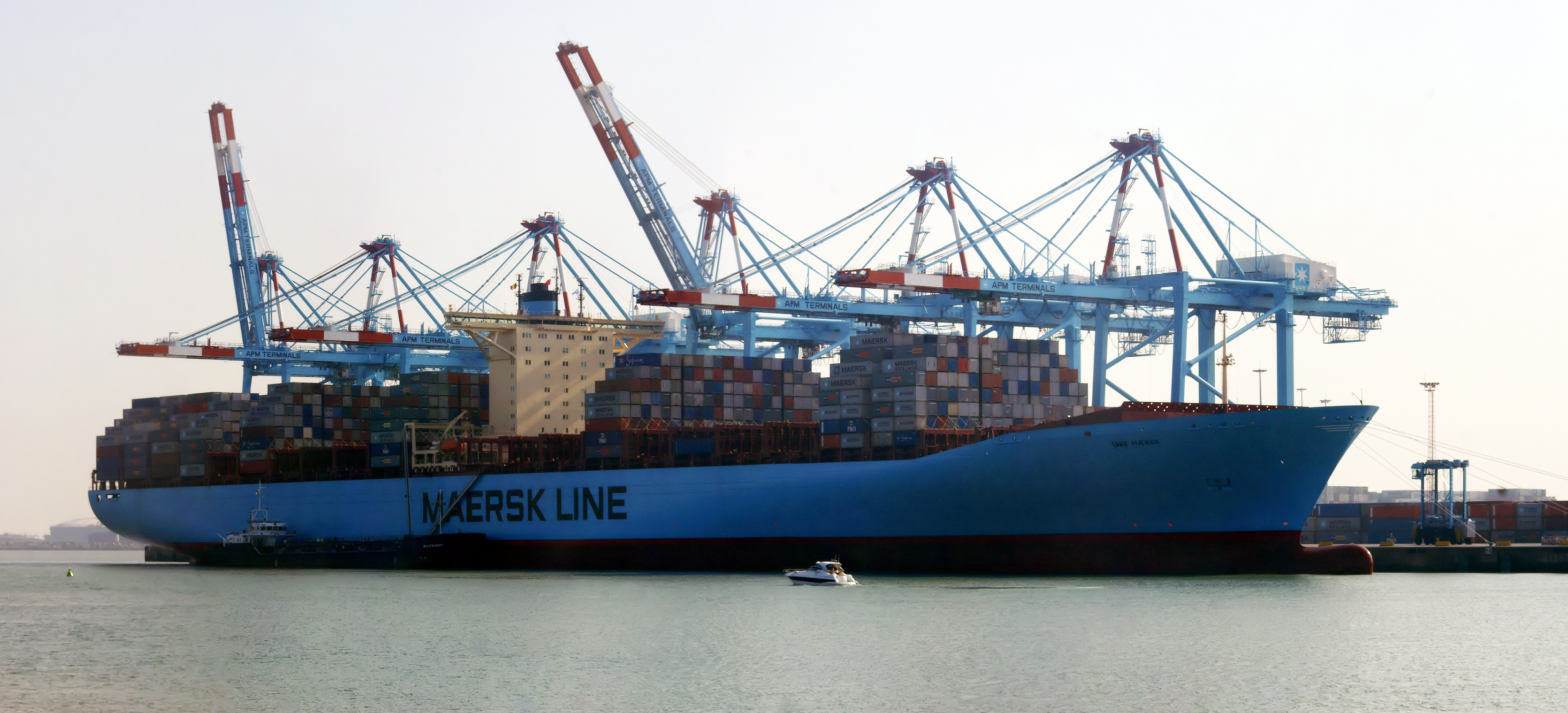
Le Elly Mærsk, ici à Zeebruges, un des porte-conteneurs les plus grands du monde.

Le port de Bruges est Zeebruges. C'est un des ports les plus importants d'Europe.

##### Aéroport
L'aéroport le plus proche de Bruges est l'aéroport international d'Ostende-Bruges à Ostende, à 25 kilomètres du centre-ville de Bruges.

#### Transport public urbain
Bruges possède un réseau de bus extensif, exploité par De Lijn. Il y a des lignes urbaines et régionales et des lignes desservant la banlieue.

### Organisation administrative et politique

Les sections de la commune de Bruges : I : Bruges ; II : Koolkerke ; III : Saint-André ; IV : Saint-Miche; V : Assebrouck ; VI : Sainte-Croix ; VII : Dudzele ; VIII : Lissewege
Communes voisines : a. Blankenberghe ; b. Zuyenkerque ; c. Jabbeke ; d. Zedelghem ; e. Oostkamp ; f. Beernem ; g. Damme ; h. Knokke-Heist.

En 1971, la commune de Bruges a fusionné avec d'autres communes pour former une nouvelle entité. Désormais, la ville de Bruges se compose de huit municipalités associées. Six d'entre elles ont un caractère urbain : Bruges, Saint-André, Saint-Michel, Assebrouck, Sainte-Croix et Koolkerke ; et deux ont un caractère rural : Dudzele et Lissewege.
Voici les sections (deelgemeenten) de la commune :
| #   | Nom                                                                  | Surface (km²)    | Population (31/12/2014)         |  | #    | Nom                                              | Surface (km²) | Population (31/12/2014) |
| --- | -------------------------------------------------------------------- | ---------------- | ------------------------------- |  | ---- | ------------------------------------------------ | ------------- | ----------------------- |
| I   | Bruges (section) - Centre - Christ-Roi - Saint-Joseph - Saint-Pierre | 29,91 1,01 13,70 | 36.967 19.418 4.583 5.416 7.550 |  | V    | Assebrouck                                       | 8,52          | 19.737                  |
| II  | Koolkerke                                                            | 4,17             | 3.361                           |  | VI   | Sainte-Croix                                     | 16,84         | 15.892                  |
| III | Saint-André                                                          | 20,65            | 19.818                          |  | VII  | Dudzele                                          | 21,92         | 2.565                   |
| IV  | Saint-Michel                                                         | 9,59             | 12.045                          |  | VIII | Lissewege - Lissewege - Zeebruges - Zwankendamme | 26,80 11,44   | 7.412 2.431 4.301 680   |

### Élections communales de 2024
|                        |                                     |        |       |      |        |               |  |  |  |  |  |  |  |  |
| Parti                  | Parti                               | Voix   | %     | +/-  | Sièges | +/-           |  |  |  |  |  |  |  |  |
|                        | Liste du bourgmestre (CD&V)         | 21 299 | 38,39 | 6,49 | 21     | 4             |  |  |  |  |  |  |  |  |
|                        | Vooruit                             | 11 292 | 20,35 | 0,97 | 10     | en stagnation |  |  |  |  |  |  |  |  |
|                        | Nieuw-Vlaamse Alliantie (N-VA)      | 6 127  | 11,04 | 0,65 | 5      | en stagnation |  |  |  |  |  |  |  |  |
|                        | Vlaams Belang (VB)                  | 5 818  | 10,49 | 1,32 | 5      | 1             |  |  |  |  |  |  |  |  |
|                        | Groen                               | 4 671  | 8,42  | 2,40 | 3      | 2             |  |  |  |  |  |  |  |  |
|                        | Voor Brugge                         | 4 396  | 7,92  | Nv.  | 3      | 3             |  |  |  |  |  |  |  |  |
|                        | Parti du travail de Belgique (PVDA) | 1 429  | 2,58  | 0,78 | 0      | en stagnation |  |  |  |  |  |  |  |  |
|                        | SVD                                 | 297    | 0,53  | Nv.  | 0      | en stagnation |  |  |  |  |  |  |  |  |
|                        | Voor U                              | 150    | 0,27  | Nv.  | 0      | en stagnation |  |  |  |  |  |  |  |  |
|                        |                                     |        |       |      |        |               |  |  |  |  |  |  |  |  |
| Suffrages exprimés     | Suffrages exprimés                  | 55 479 | 99,50 |      |        |               |  |  |  |  |  |  |  |  |
| Votes blancs et nuls   | Votes blancs et nuls                | 277    | 0,50  |      |        |               |  |  |  |  |  |  |  |  |
| Total                  | Total                               | 55 756 | 100   | -    | 47     | en stagnation |  |  |  |  |  |  |  |  |
| Abstention             | Abstention                          | 36 301 | 39,43 |      |        |               |  |  |  |  |  |  |  |  |
| Inscrits/Participation | Inscrits/Participation              | 92 057 | 60,57 |      |        |               |  |  |  |  |  |  |  |  |

### Institutions
Bruges héberge le Collège d'Europe, une école qui prépare des étudiants d'une soixantaine de pays à une carrière auprès des institutions européennes.

### Jumelages
| Ville | Ville       | Pays | Pays    |
| ----- | ----------- | ---- | ------- |
|       | Burgos      |      | Espagne |
|       | Guadalajara |      | Mexique |
|       | Salamanque  |      | Espagne |

## Population et société
Elle comptait, au 1er mai 2017, 118 489 habitants (57 656 hommes et 60 833 femmes), soit une densité de 856,13 habitants/km² pour une superficie de 138,40 km2.
Le ratio annuel Population locale/Touristes est de 1 habitant pour 21 touristes.

### Démographie: Avant la fusion des communes
- Source : NIS - Remarque: 1806 jusqu'à 1970=recensement
- 1899 : rattachement de Saint-Pierre-sur-la-Digue et des territoires de Dudzele, Koolkerke, Lissewege et Uitkerke (+ 20,97 km2 avec 2.984 hab.)
- 1901 : rattachement des territoires de Heist, Lissewege, Sint-André et Uitkerke (+ 3,90 km2 avec 465 hab.)
- 1932 : rattachement des territoires de Dudzele, Lissewege et Zuyenkerque (+ 5,73 km2 avec 732 hab.)
- 1956 : rattachement d'un territoire de Sint-Michiels (+ 0,16 km2 avec 24 hab.)

### Démographie: Commune fusionnée
- Graphique de l'évolution de la population de la commune (la commune de Bruges étant née de la fusion des anciennes communes de Bruges, de Koolkerke, de Saint-André, de Saint-Michel, d'Assebroek, de Sint-Kruis, de Dudzele et de Lissewege, les données ci-après intègrent les huit communes dans les données d'avant 1977.

- Source : INS - De : 1831 à 1981 = recensement de la population au 31 décembre ; depuis 1990 = population au 1er janvier[19]
- 1971 : rattachement de Assebroek, Dudzele, Koolkerke, Lissewege, Sint-Andries, Sint-Kruis et Sint-Michiels et territoires de Heist, Loppem et Oostkamp; remise d'un territoire à Oostkerke (+ 95,54 km2 avec 65.903 hab.)
- 1977 : remise d'un territoire à Damme (- 2,75 km2 avec 367 hab.)

## Culture locale et patrimoine

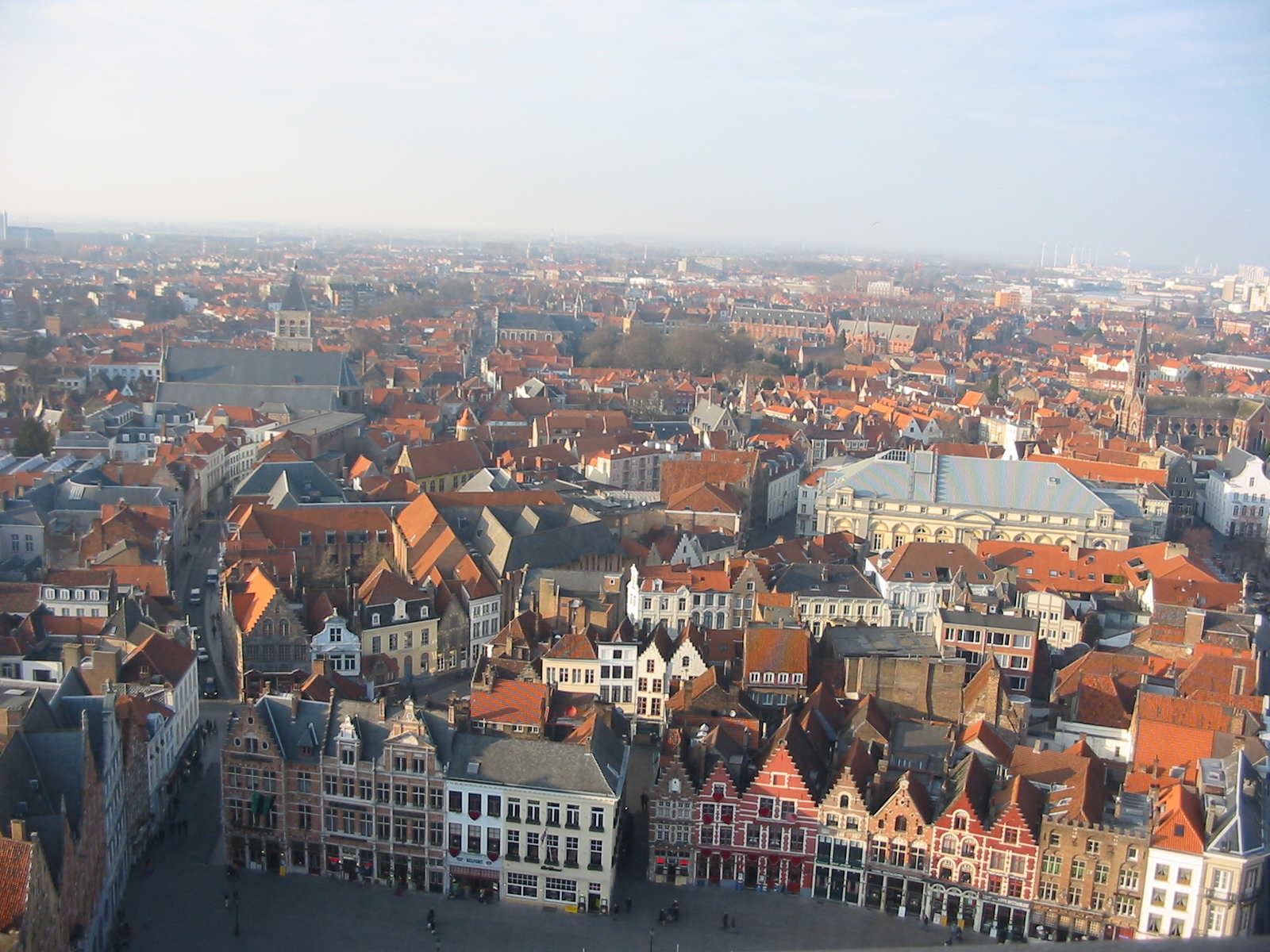
Vue du beffroi vers le nord-ouest.

### Langues
Le brugeois est un dialecte du flamand occidental.

### Patrimoine civil

#### Édifices et lieux civils importants
- La Grand-Place (Grote Markt) vue depuis le beffroi (belfort).

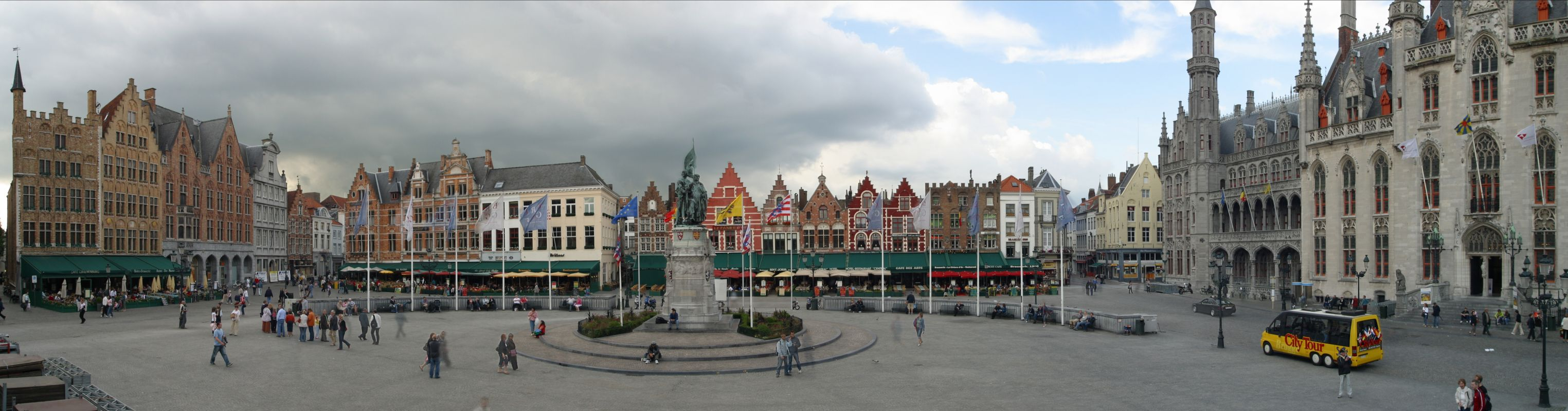
La Grand-Place.

- La place du Bourg (Burg) avec le palais du Franc de Bruges et son musée, l'Ancien Greffe (Oude Griffie), l'hôtel de ville et la basilique du Saint-Sang.

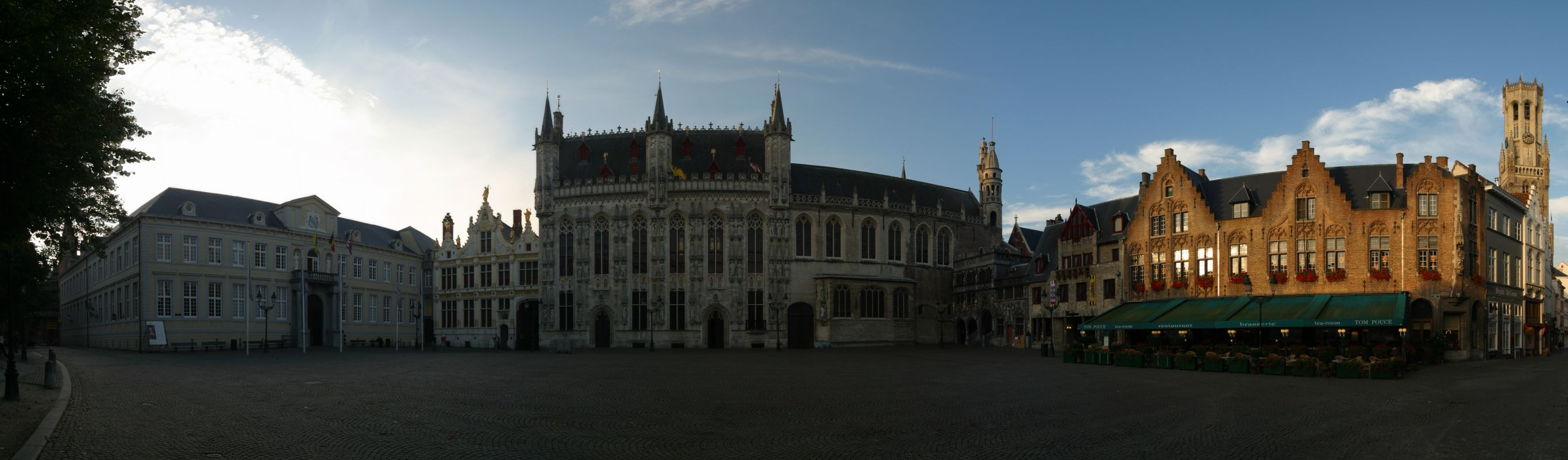
Le Burg au lever du soleil.

- Le palais des ducs de Bourgogne (Prinsenhof) : datant du XVe siècle, il accueille, depuis 2008, le Kempinski Hotel Dukes' Palace, hôtel de luxe cinq étoiles.
- La Loge des Bourgeois (Poortersloge), qui abrite les Archives de l'État, sur la place Jan van Eyck (où se dresse également la statue en l'honneur du peintre).
- Les maisons-Dieu (Godshuizen) pour accueillir de vieilles personnes modestes[20], maisons bâties depuis le XIVe siècle[21].
- Le Hof Bladelin, palais urbain du xve siècle.

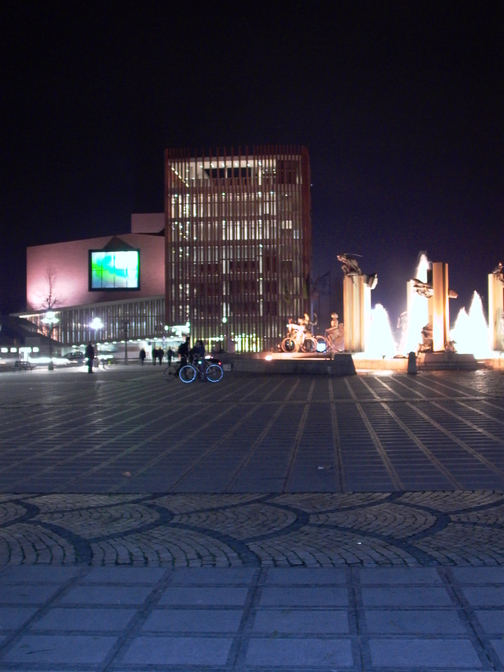
La place de t Zand avec le Concertgebouw.

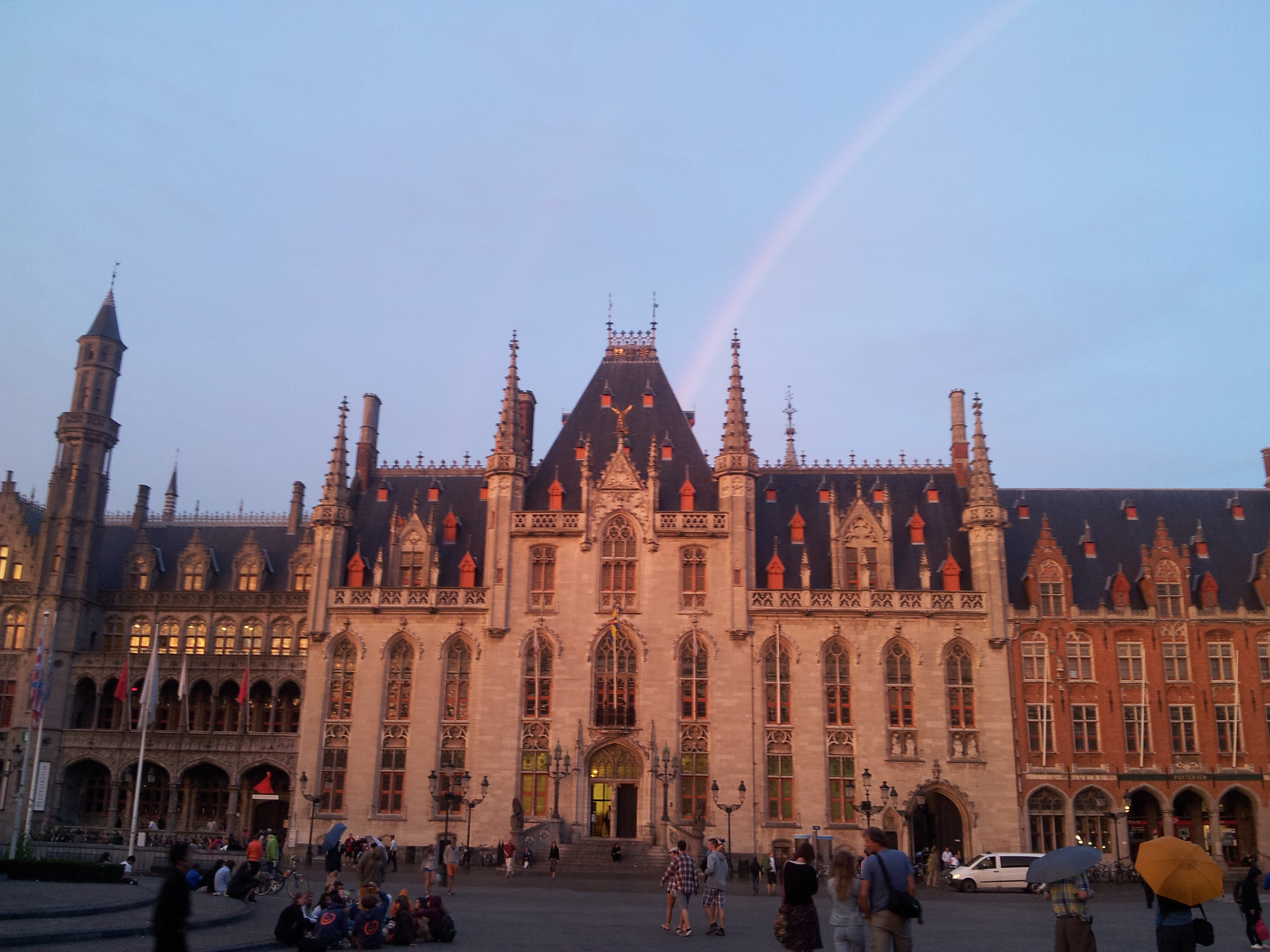
Le palais provincial

#### Principaux musées
Les principaux musées de Bruges, remarquables par leur importance historique et culturelle, sont tous des musées communaux ; une structure spécifique regroupe ces onze musées communaux historiques : le Bruggemuseum (leur appartenance est abrégée de cette manière : Bgm).
- La tour du Beffroi (Belfort) (Bgm), d'une hauteur de 83 m, est dotée d'un carillon de 47 cloches.
- Gentpoort (Bgm), une des quatre portes de ville médiévales.
- Arentshuis (nl), cet hôtel particulier du XVIIIe siècle abrite l'œuvre de l'artiste anglo-brugeois Franck Brangwyn (1867-1956).
- Memling in Sint-Jan, musée situé dans l'ancien hôpital Saint-Jean.
- Hôtel de ville (Stadhuis) (Bgm), date du 1376.
- Moulin Sint-Janshuis (Bgm), moulin à vent construit en 1770
- Moulin Koelewei (Bgm), date de 1765, et implanté près de la porte de Damme en 1996.
- Musée d’Archéologie (Bgm)
- Musée des Arts et traditions populaires (Bgm), installé dans huit maisons-Dieu du XVIIe siècle.
- Musée Groeninge : il abrite une collection de tableaux de la peinture flamande (dont les primitifs) allant du XVe siècle jusqu'à la période actuelle.
- Musée Gruuthuse (Bgm),
- Musée de Guido Gezelle (Bgm), maison natale du poète flamand Guido Gezelle (1830-1899).
- Palais du Franc de Bruges (Paleis van het Brugse Vrije) (Bgm). Le Franc de Bruges était au XIVe siècle un conseil gérant la région située autour de la ville ; il abrite désormais les archives communales. Dans la salle Renaissance, (ancienne salle échevinale), on peut admirer une cheminée monumentale du XVIe siècle, œuvre de Lancelot Blondeel

#### Musées communaux
- Maison Arents
- Musée du folklore
- Musée Groeninge
- Musée Gruuthuse
- Musée Guido Gezelle
- L'ancien hôpital Saint-Jean (Oud Sint-Jan) abrite trois lieux d'exposition :
  - Memling in Sint-Jan de Bruges
  - L'ancienne pharmacie de l'hôpital
  - Exposition Picasso est une exposition permanente d'œuvres de Picasso, Rodin, Miro, Cocteau, Chagall, Magritte et Matisse.

#### Musées privés
- Musée de la bière (Brugs Biermuseum), situé dans le bâtiment de la brasserie De Halve Maan
- Centre de la Dentelle
- Guilde des arbalétriers de Saint-Georges
- Guilde des arbalétriers Saint-Sébastien
- Maison du béguinage (Begijnhuisje)[22]
- Musée de la brasserie
- Musée du chocolat de Bruges (Choco-Story)
- Musée du diamant
- Musée de la frite
- Musée de la torture
- Musée Gallery Xpo Salvador-Dalí, situé dans le bâtiment du beffroi.
- Historium, sur la place Markt, sorte de musée racontant l'histoire de la rencontre de l'assistant de Van Eyck et de sa rencontre avec son épouse, dans un parcours guidé fait de décors, d'automates et de vidéos. À ne pas confondre avec l'Historium, ancien musée de cire à bruxelles.
- Lumina Domestica (musée des lampes)
- Observatoire Beisbroek et planétarium (Volkssterrenwacht Beisbroek)
- Sound Factory (situé dans le Concertgebouw)

### Patrimoine religieux et lieux de cultes actuels

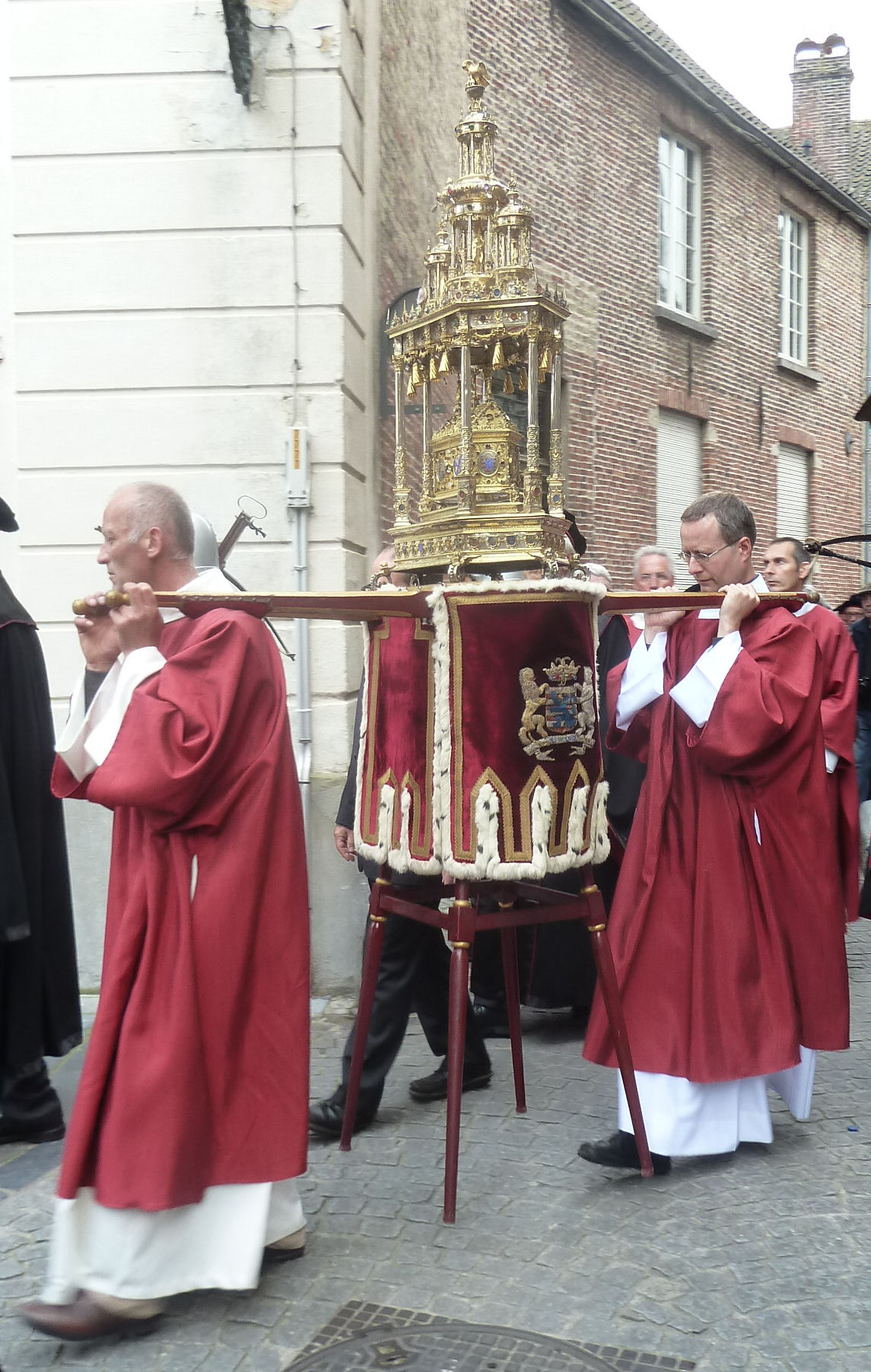
Reliquaire du Sang Précieux, durant la procession.

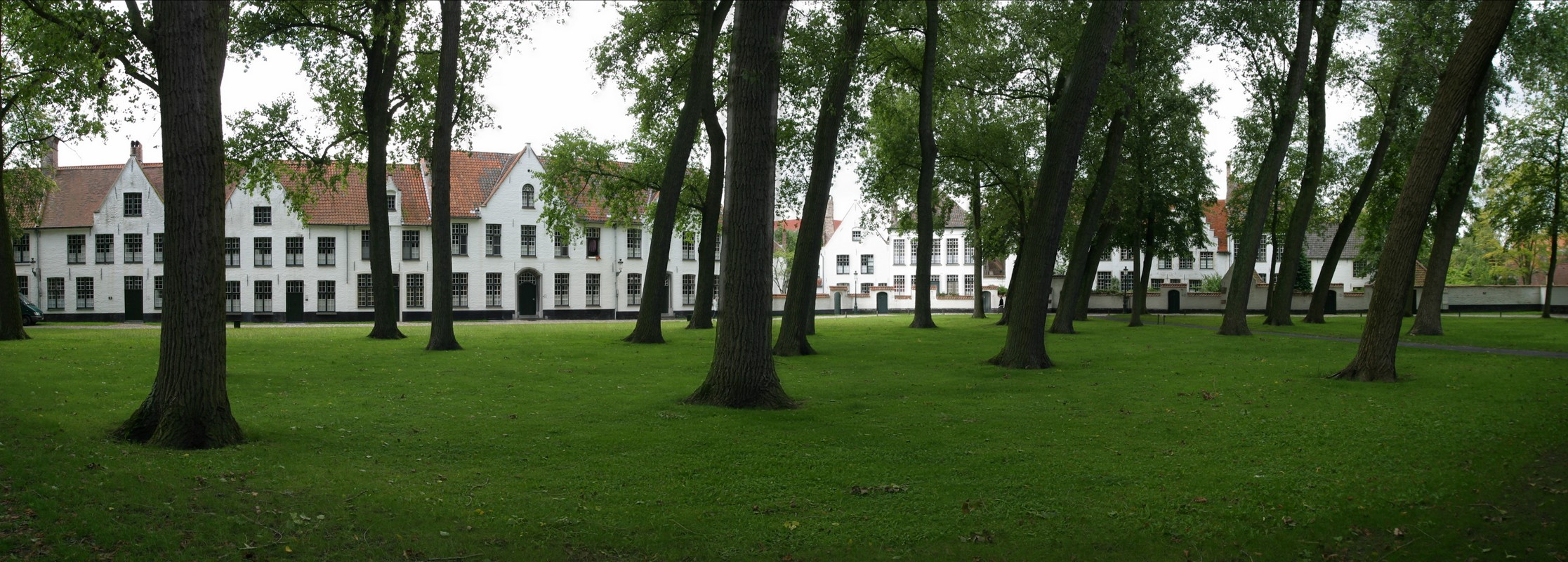
Enclos du béguinage de Bruges (Monastère de la Vigne).

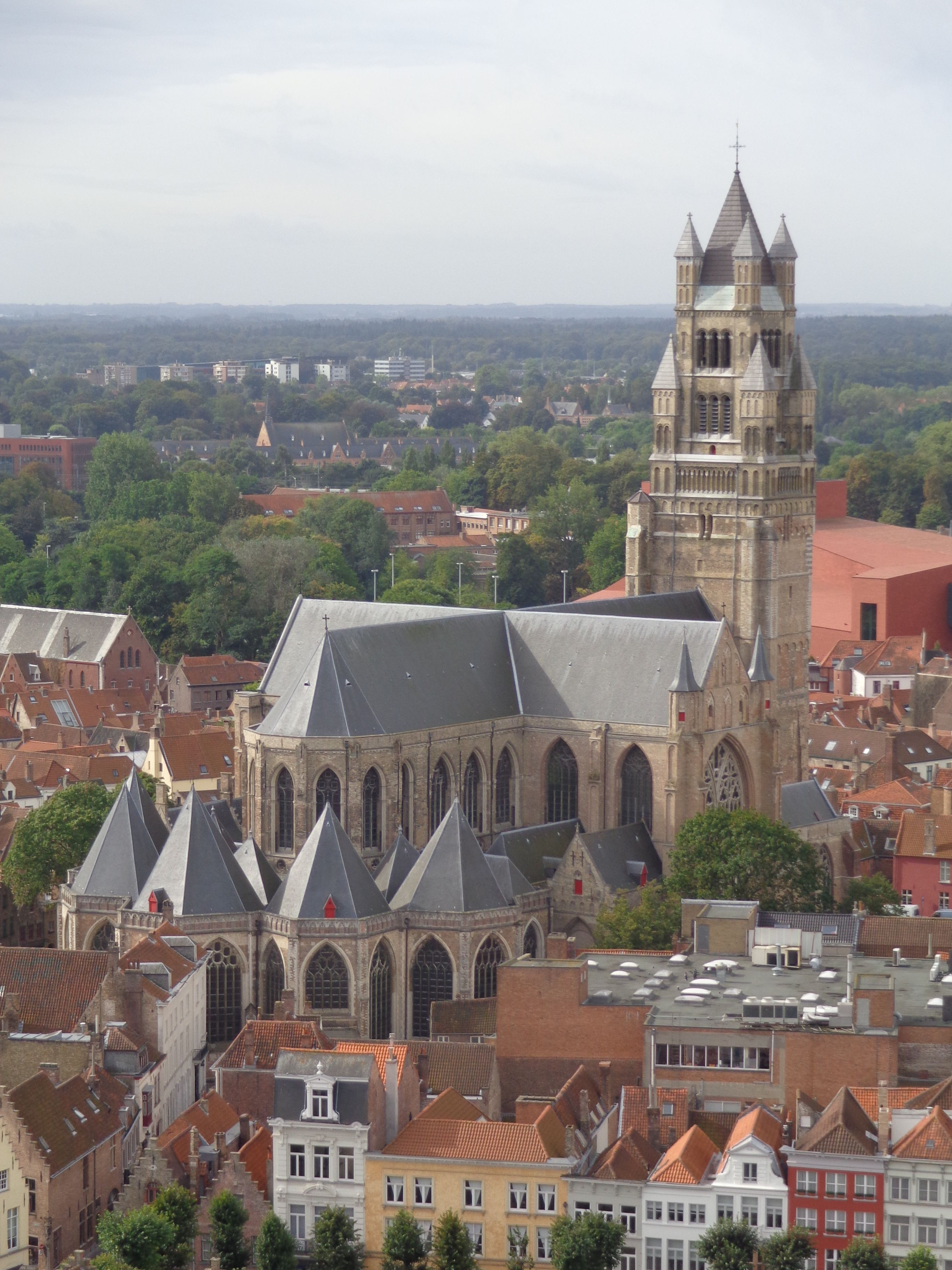
La cathédrale Saint-Sauveur.

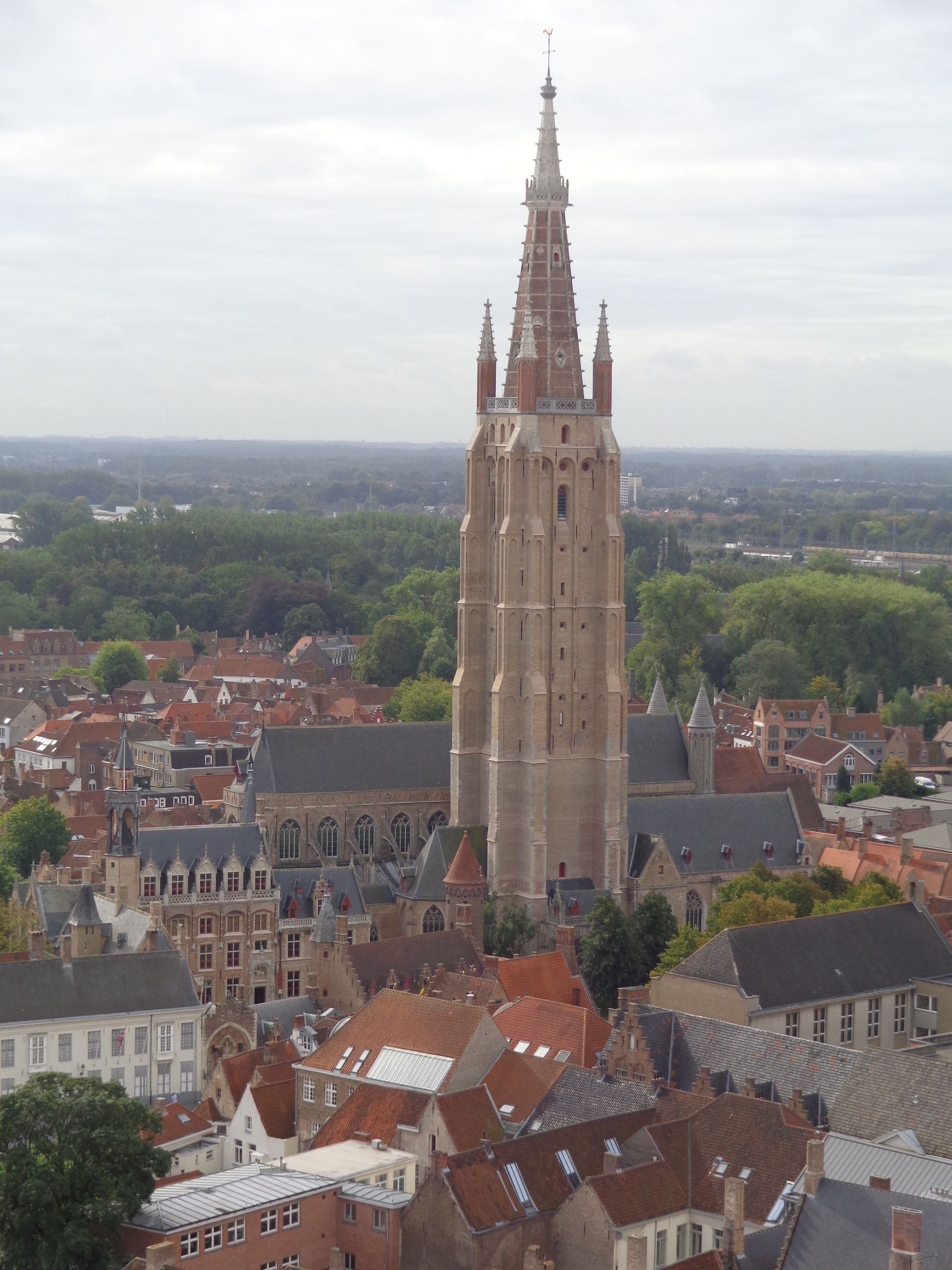
La haute tour (115,6 m) en brique jaune et rouge de l'église Notre-Dame.

- Ancienne abbaye des Dunes
Les moines de cette abbaye, transférée de Coxyde à Bruges au XVIIe siècle, firent édifier de nouveaux bâtiments qui correspondent aujourd'hui au séminaire, quai de la Poterie, avec sa façade inachevée[23].
- Ancienne abbaye d'Eekhout, dont il ne reste qu'une porte du XVIIIe siècle[24].
Occupée par le Musée communal (ou des Maîtres anciens), rue Sainte-Catherine[23].
- Ancienne abbaye cistercienne de femmes d'Hemelsdaele (1237-1804)
Située rue Sainte-Claire à l'emplacement de la boulangerie militaire (1672-1682)[24].
- Ancien refuge de Saint-Bavon de Gand
Vestige monastique situé Marché-au-fil[24].
- Ancien refuge de Saint-Pierre de Gand
Témoignage monastique situé rue des Pierres[23].
- Ancienne abbaye Sainte-Godelina (ou Sainte-Godelieve)
Dévastée lors de la Révolution française, cette abbaye a retrouvé ses moniales dès 1808. Le porche du XVIe siècle et la voûte en bardeaux de l'église sont remarquables. Quelques œuvres d'art à mentionner : châsse de sainte Godelieve (XVIe siècle), tableaux anciens et mobilier (armoires surtout) de diverses époques[25].
- Abbaye Saint-Trudon
- Abbaye de Ter Doest (à Lissewege)
- Basilique du Saint-Sang (Basiliek van het Heilig Bloed)
Un lieu de pèlerinage, depuis des siècles. Une partie est un musée et dont l'article explique l'origine de la procession du Saint-Sang.
- Monastère de la Vigne (béguinage de Bruges)
Fondé par Marguerite de Constantinople, également comtesse de Flandre, en 1245. Des Bénédictines y sont installées depuis 1927. Il y a possibilité de visiter une « maison de béguine ». Avec les autres béguinages flamands celui de Bruges est inscrit au patrimoine mondial de l'UNESCO.
- Chapelle des Chartreuses
- Chapelle des Maricoles
- Chapelle des Ménétriers (Speelmanskapel)
- Chapelle Saint Pierre
- Chapelle Onze-Lieve-Vrouw van 't Boompje
- Collège des Jésuites
Les Jésuites, qui s'y établirent au début du XVIIe siècle, donnèrent des cours au sein de ce qui est devenu, maintenant, une partie du Collège d'Europe.
- Cathédrale Saint-Sauveur (Sint-Salvatorskathedraal)
- Couvent Anglais
- Couvent des Bégards
- Couvent des Carmes déchaux
- Couvent des Carmélites déchaussées
- Couvent des Chanoinesses de Saint-Augustin (Le Couvent Anglais)
- Couvent des Colettines qui appartenait à une branche mineure de l'ordre des Clarisses.
- Couvent des Dominicaines
- Couvent des Sœurs Noires (autre nom des 'Augustines').
- Église du Sacré-Cœur (Heilig Hartkerk)
- Église de Jérusalem (Jeruzalemkerk)
- Église Notre-Dame (Vrouwekerk)
Située dans la Katelijnestraat où reposent Charles le Téméraire et sa fille Marie de Bourgogne et qui abrite également la sculpture de la Madone de Bruges réalisée par Michel-Ange.
- Église Saint-Gilles
- Église Saint-Jacques
- Sainte-Anne (St.-Annakerk)
- Église Sainte-Madeleine
- Église Sainte-Walburge (St.-Walburgakerk)
- Hôpital Saint-Jean de Bruges (Sint-Jans-Hospitaal)
Cet ancien hôpital médiéval du XIIe siècle, situé dans la Mariastraat, fait maintenant office de musée consacré aux œuvres de Hans Memling dont les célèbres Châsse de sainte Ursule et Mariage mystique de Sainte Catherine. Dans la salle des malades récemment reconstituée, les collections d'objets d'art et médicaux restituent la vie hospitalière.
- Notre-Dame de la Poterie (Onze-Lieve-Vrouw ter Potterie)
également hôpital depuis le XIIIe siècle et abrite un musée consacré à son histoire.

### Patrimoine militaire

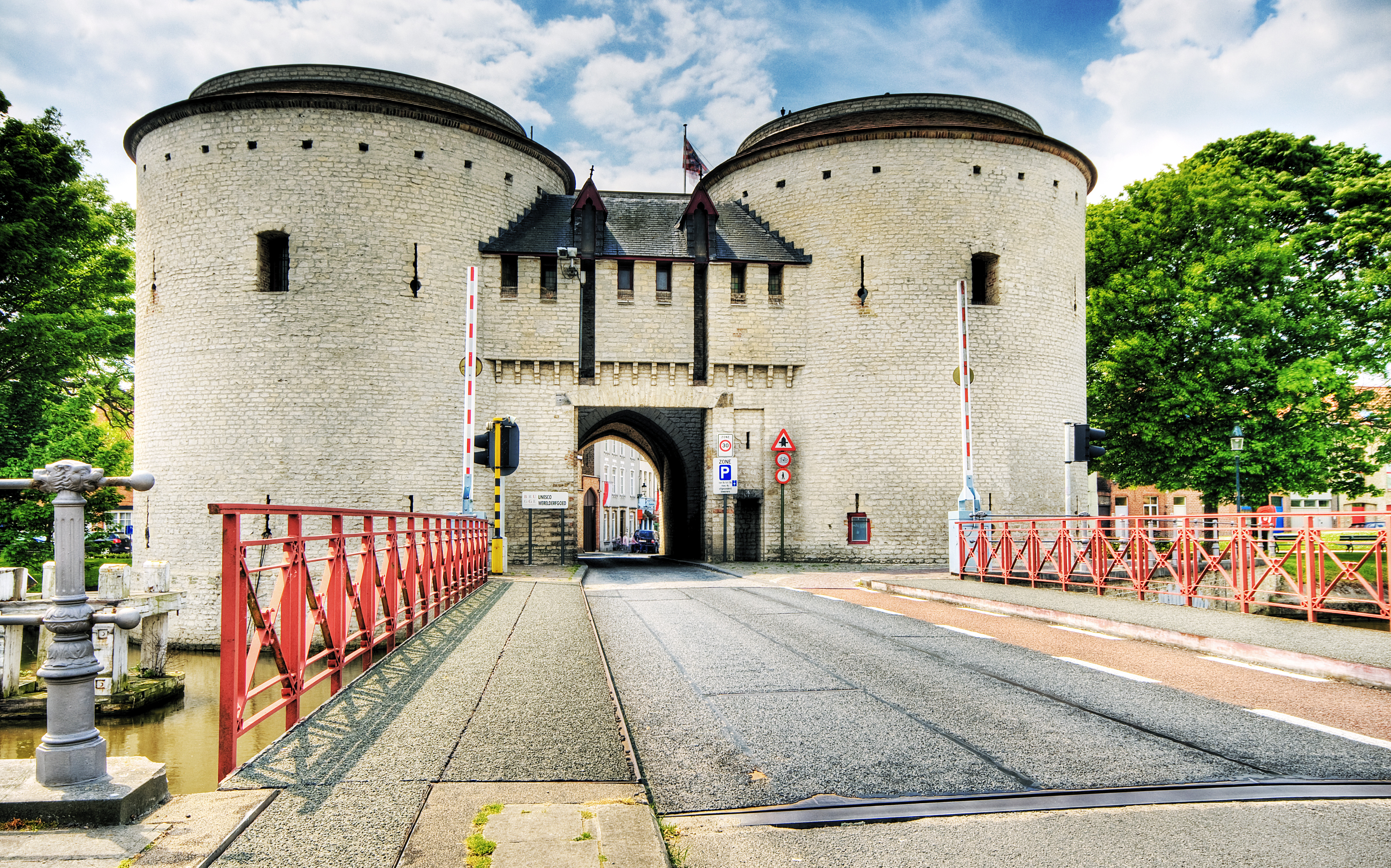
Le Kruispoort.

- Les deux tours à poudre (poertorens) et les anciennes portes conservées : la Smedenpoort, la Ezelpoort, la Kruispoort et la Gentpoort. La Boeveriepoort, la Dampoort et la Katelijnepoort n'existent plus.

### Sport

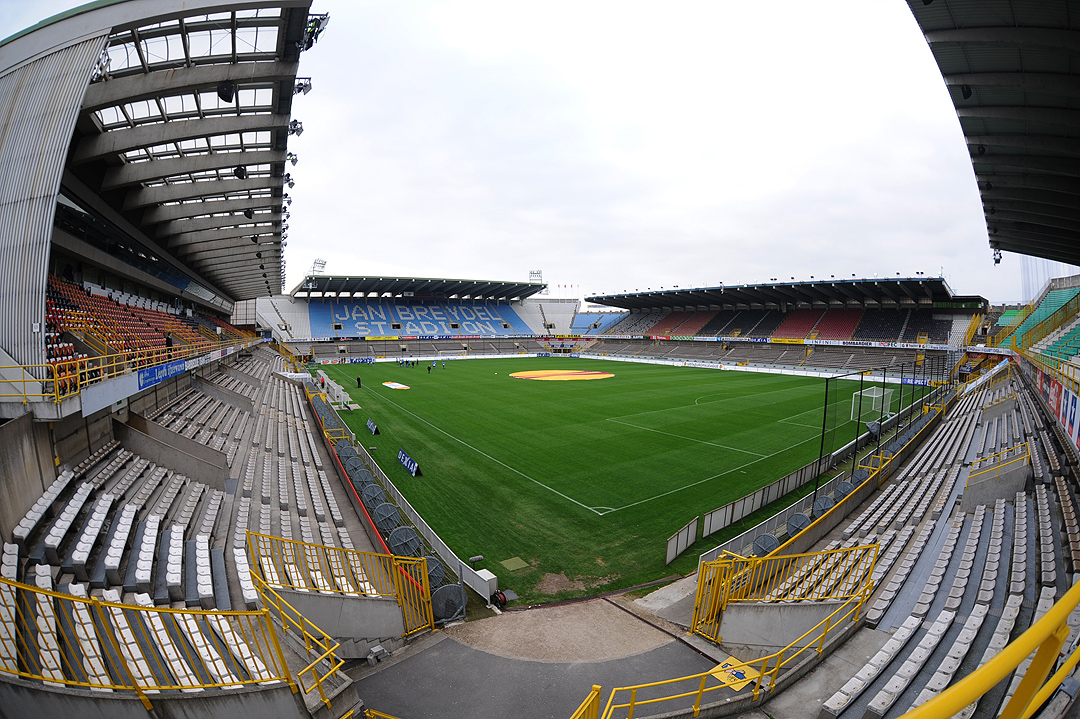
Le stade Jan-Breydel.

Bruges a deux équipes de football professionnelles, le FC Bruges et le Cercle Bruges KSV, toutes deux en Jupiler Pro League. Les deux jouent au stade Jan-Breydel (30 000 sièges) à St.-Andries. Toutefois, il y a des propositions pour un nouveau stade d'environ 45 000 sièges dans le sud de la ville, près de l'échangeur entre l'E40 et l'E403. En 2000, Bruges était une des huit villes hôtes du Championnat d'Europe de football.
En termes de cyclisme, le point de départ pour le Tour des Flandres est situé à la Grand-Place de Bruges.

### Évènements locaux

#### Processions et manifestations spéciales
- Cortège de l'Arbre d'or, tous les cinq ans.
- Fête des Canaux (Reiefeest), tous les trois ans.
- Procession du Saint-Sang[26], chaque année.

#### Festivals
| - Festivals de musique - Airbag (festival d'accordéon) - Ars Musica (musique contemporaine) - Blues in Bruges - Brugge Tripel Dagen - Brugges Festival (musiques du monde) - Cactusfestival - Elements Festival (musique électronique) - Fuse on the Beach (festival de dance à Zeebruges) - Hafabrugge (festival des harmonies et fanfares) - Internationale Fedekam Taptoe - Jazz Brugge (festival de jazz) - Koorfestival (festival des chœurs) - Festival van Vlaanderen - MAfestival (musique ancienne) - Music in Mind (musique (rock) atmosphérique) - September Jazz (festival de jazz) - Sint-Gillis Blues- en Folkfestival - Beaucoup de petits festivals de rock ; les plus connus sont : - BurgRock - Comma Rocks - Red Rock Rally - Thoprock | - Festivals culturels ou culinaires - Aristidefeesten - BAB-bierfestival (festival de bière) - Brugse Kantdagen ("Jours brugeois de la Dentelle") - Chapter 2 (convention de jonglerie) - Choco-Laté (festival du chocolat) - Cinema Novo (festival de film) - Cirque Plus - European Youth Film Festival of Flanders - Festival de la Sculpture ( sculpture sur glace) - Ice Magic (festival de sculptures de glace et neige) - Jonge Snaken Festival - Midwinterfeest - NAFT (festival de théâtre) - Poirot in Bruges - Knack thrillerfestival - Razor Reel Fantastic Film Festival - Reiefeest (fête des canaux) | - Festivals musicaux culturels - Come On! - Coupurefeesten ("Fêtes de la Coupure") - December Dance (festival de danse) - Feest In 't Park ("Fête au parc") - FEST! - Klinkers - Polé Polé Beach (à Zeebruges) - Sint-Michielse Feeste - Summer End Festival - Vama Veche |

### Théâtres et salles de concert

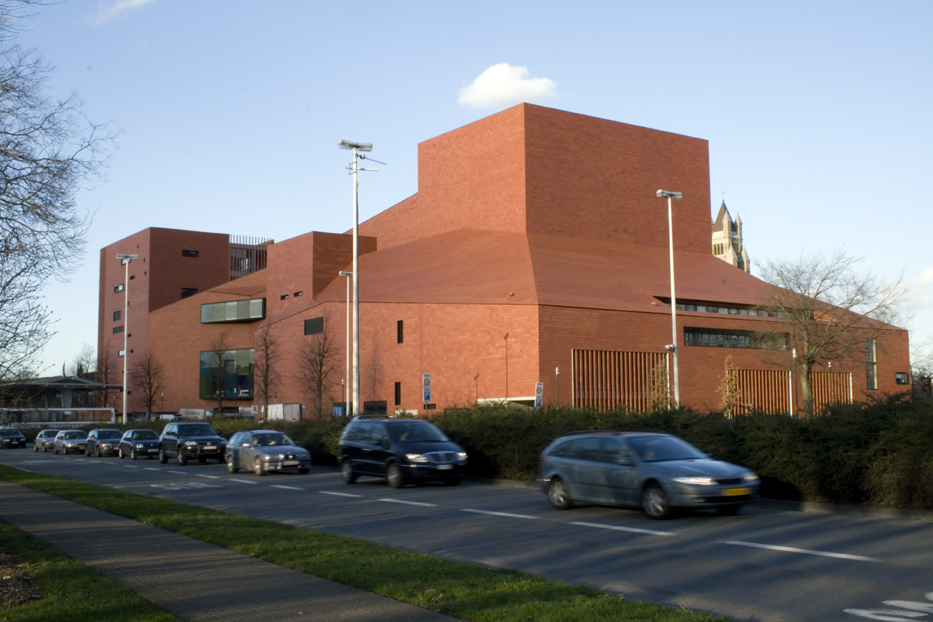
Le Concertgebouw.

- Aquariustheater
- Biekorf
- Concertgebouw
- De Dijk
- De Werf
- Het Entrepot
- Joseph Ryelandtzaal
- Magdalenazaal
- Sirkeltheater
- Stadsschouwburg
- Studio Hall
- The English Theatre of Bruges

### Cinémas
- Cinéma Lumière
- Cinéma Liberty
- Kinepolis Bruges

### Bruges dans la culture
Littérature
- Si Bruges est devenue une des cités les plus touristiques d'Europe, c'est un peu au poète symboliste belge Georges Rodenbach (1855-1898) qu'elle le doit, même si l'écrivain, devenu célèbre du jour au lendemain grâce à Bruges-la-Morte (1892), chef-d'œuvre du symbolisme, n'a jamais vécu dans la ville dont il a assuré la renommée littéraire. À une époque où l'idée de protection et de promotion du patrimoine était encore peu répandue, Georges Rodenbach a mis tout son talent d'écrivain pour prôner la mise en valeur du patrimoine brugeois : « Il y a de l'atavisme dans les œuvres et l'hérédité, ici aussi, explique mon amour pour cette Bruges admirable, que je serais heureux d'avoir assurée d'un peu de gloire auprès des esprits artistes de la France ».
- Bruges au XVIe siècle est le cadre spatio-temporel du roman de Marguerite Yourcenar l'Œuvre au noir publié en 1968.
- Le Lion des Flandres, l'adaptation à l'écran par Hugo Claus (1985) du roman historique de l'écrivain belge d'expression néerlandaise Hendrik Conscience.
- Yoko Tsuno passe une de ses aventures dans la cité de Bruges dans le passé du XVe siècle et dans le présent (album : l'Astrologue de Bruges).
- La bande dessinée Les Chroniques de l'impossible se passe d'abord dans les rues de Bruges, le premier album est La Maison de Bruges, de Christian Piscaglia et Claude Laverdure, Bruxelles, Dargaud, 1987.
- À qui profite le kir ?[27] de Gaël Dubreuil un thriller apéritif dont une partie importante de l'intrigue se passe à Bruges (en tant qu’ancienne capitale de la Bourgogne) et dont la légende des amoureux du Minnewater tient une place centrale.
- Johann de Bruges[28] de Jean-Marie Warêgne est un thriller historique s'inscrivant dans la Bruges de la fin du  XVIe siècle et évoquant la vie d'un moine cartographe aux ambitions frustrées.

Au cinema
- Bons baisers de Bruges (titre original : In Bruges), sorti en juin 2008 en France, est un film de Martin McDonagh, avec Colin Farrell, Brendan Gleeson, Clémence Poésy, Jérémie Renier, Jordan Prentice et Ralph Fiennes. Deux tueurs à gages britanniques se réfugient à Bruges, fuyant Londres après un coup qui a mal tourné. Ils rongent leur frein dans la cité belge jusqu'au moment où leur boss ordonne à l'un d'exécuter l'autre…
- Au risque de se perdre, un film américain réalisé par Fred Zinnemann en 1959.
- La Femme au miroir, un roman de Éric-Emmanuel Schmitt publié en 2011.
- PK, un film indien réalisé par Rajkumar Hirani en 2014.
- Aspe, des thriller-détectives de Pieter Aspe.

### Contes et légendes

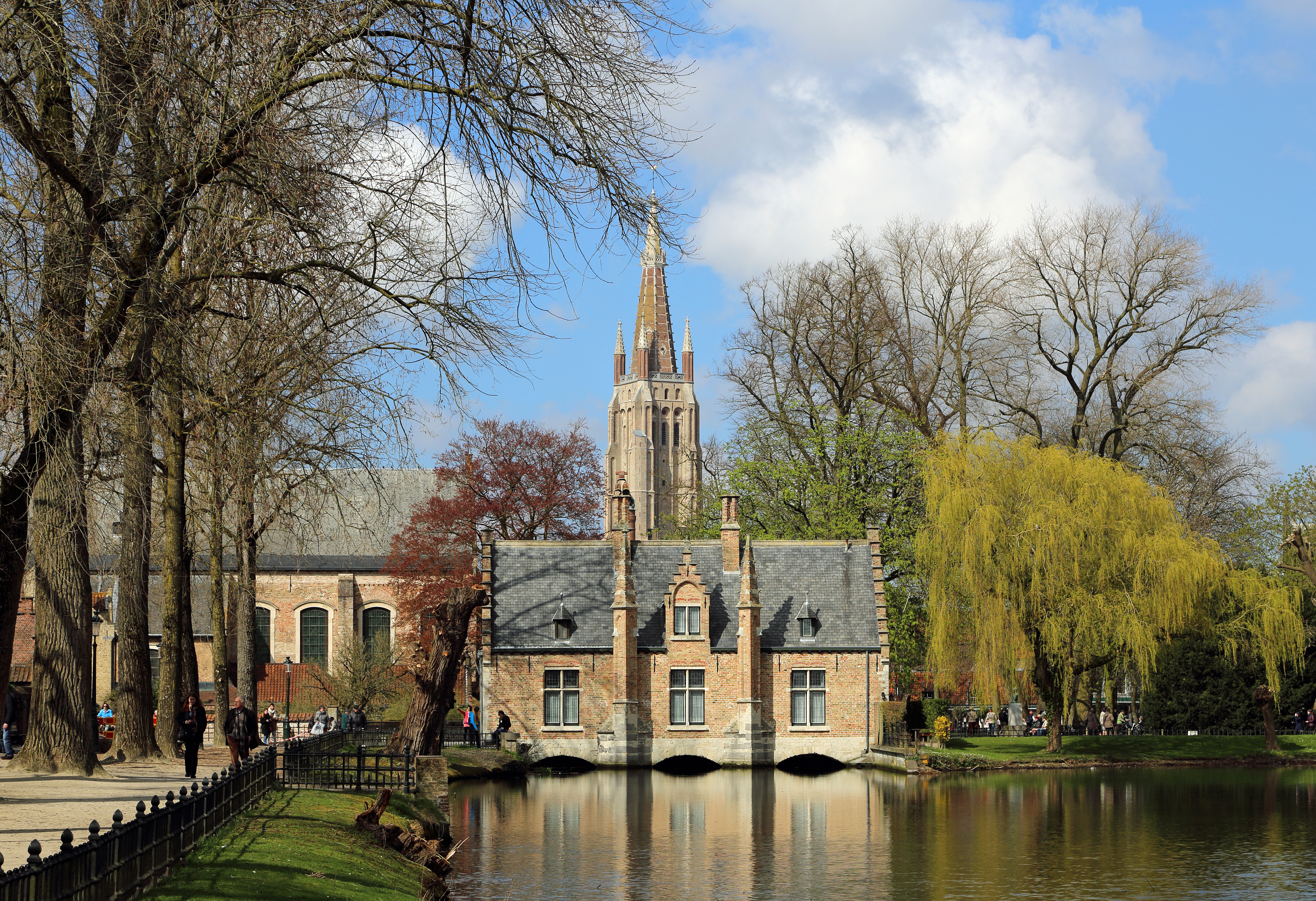
La maison éclusière du Minnewater et le clocher de l'église Notre-Dame.

#### LeMinnewater
C'est le célèbre lac des amoureux à Bruges. La légende raconte qu'un fidèle amant enterra sa promise et déversa les eaux pour former un lac au-dessus de sa tombe.

#### La châsse de Sainte Ursule
C'est une peinture d'Hans Memling en forme d'église. Elle raconte l'histoire de sainte Ursule qui promit de se marier avec un homme en échange de sa conversion. Elle décida ensuite de faire un pèlerinage à Rome, qu'elle fit avec son mari, accompagnée par 10 000 jeunes filles. Cependant, elle fut prise en embuscade à son retour et fut tuée, comme son mari, d'une flèche. Ce qui explique pourquoi on la voit en mariée tenant une flèche à la main sur la première peinture de la châsse.

### Gruuthuse

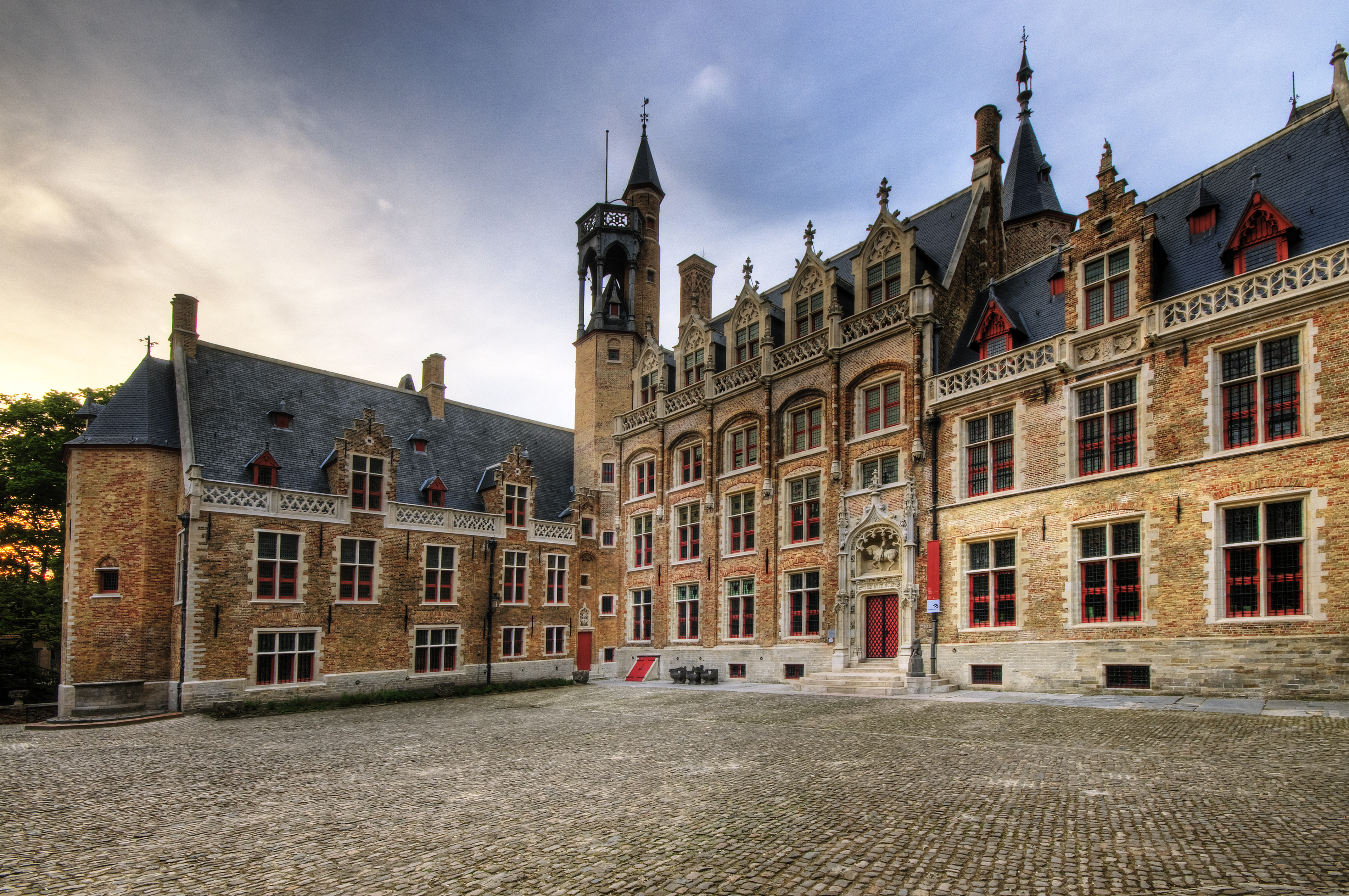
Le musée Gruuthuse.

Du vieux flamand gruuthuse qui signifie « maison des herbes » et provient du métier de son habitant, un marchand d'herbe aromatique, le gruit, destinée à la fabrication de la bière et dont il détenait le monopole commercial.
Elle fut aussi la demeure des seigneurs de Gruuthuse, dont Louis Gruuthuse qui fut notamment chambellan du Roi de France. Au-dessus du portail d'entrée se trouve la devise de la famille « Plus est en vous… » Au-dessus de la porte d'entrée principale de la maison, se trouve la statuette d'un chevalier, qui rappelle le premier statut de Louis Gruuthuse.

#### Taxes et vente de gruit
À l'origine, seule la famille Gruuthuse vendait du gruit. Devant le nombre d'autres commerçants voulant vendre cette herbe ils changèrent de stratégie et permirent aux autres marchands d'en vendre mais en prélevant une taxe sur sa vente, ce qui fut économiquement beaucoup plus intéressant.

#### Autre
Cette maison est aujourd'hui un musée consacré à la vie du Moyen Âge, où est exposé du mobilier d'époque.
Elle se trouve à côté de l'église Notre-Dame, où la famille Gruuthuse disposait d'une loge particulière à laquelle ils avaient un accès privé depuis leur maison, ce qui était pour l'époque tout à fait exceptionnel.

### Personnes liées à Bruges

#### Naissance à Bruges
- Pierre de Witte alias Petro Candido ou Peter Candid (1548-628) : peintre, sculpteur et architecte
- Jean de Witte (1475-1540) : humaniste et premier évêque de Cuba
- Pieter Aspe (1953-2021), écrivain, auteur de romans policiers
- Ophélie Aspord (née le 21 mai 1991), nageuse française spécialiste du 10 km. Participante aux Jeux olympiques d'été de 2012.
- Jeanine Behaeghel (1940-1993), peintre, graphiste et sculptrice
- François Joseph Beyts (1763-1832), est un magistrat et homme politique
- Jan Breydel et Pieter de Coninck, résistants du XIVe siècle contre le pouvoir français
- Thomas Buffel (19 février 1981-... ), footballeur international belge jouant au RC Genk.
- Eugène Charles Catalan (1814-1894), mathématicien franco-belge
- Hugo Claus (1929-2008), poète, écrivain
- Charles Coppieters-Stochove (1774-1864), homme politique
- Julie Courtois (1813-??), prestidigitatrice
- Paul-Louis Cyfflé (1724-1806), sculpteur du roi de Pologne en Lorraine
- Paul Devaux (1801-1880), homme politique
- Philippe Ier de Castille (1478-1506), fondateur de la dynastie des Habsbourg en Espagne et roi de Castille et de León
- Eduard de Dene, (1505- vers 1578), poète néerlandais
- Louis del Rio (1537-1578), juge au Conseil des troubles
- Madeleine De Meulemeester (1904-1996), avocate, résistante et figure du guidisme catholique, Juste parmi les nations
- Grégoire de Saint-Vincent (1584-1667), jésuite, géomètre
- Henri Milne Edwards (1800-1885), zoologiste français
- Guido Gezelle (1830-1899), prêtre-poète
- Pierre Huyssens (1577-1637), frère jésuite et architecte
- Pierre Lanchals (vers 1430-1440 - 1488), fonctionnaire important pendant l'administration des Bourguignons et des Habsbourg
- Nicolas Lombaerts (1985-...), footballeur
- Alec Mansion (1958-...), chanteur
- Tony Parker (1982-… ), joueur de basket-ball
- Jean Schramme (1929-1988), colonel, était un chef de mercenaires belges au Congo ex-belge.
- Simon Stevin (1548-1620), mathématicien hollandais
- Jan van der Straet, dit Johannes Stradanus (1523-1605), peintre et graveur
- Frank Vanhecke (1959-… ), homme politique
- Marc Lievens, coureur cycliste professionnel belge.
- Louis Jacques Marie van Nieuwenhuyse (1799-1870), homme politique
- Wouter De Backer (1980-... ), auteur-compositeur-interprète belgo-australien
- Joseph-Benoît Suvée (1743-1807), peintre belge né à Bruges.
- Luc Peire (1916-1994), peintre et graveur belge.
- Alfred Seresia (1843-1901), avocat belge.
- Alfred Ronse (1835-1914), homme politique belge, échevin de Bruges.

#### Morts ou ayant vécu à Bruges
- Roger Batslé, coureur cycliste
- Gilles Binchois, compositeur
- Mireille Cottenjé, écrivaine
- Robert de Hennin, 10e évêque de Bruges

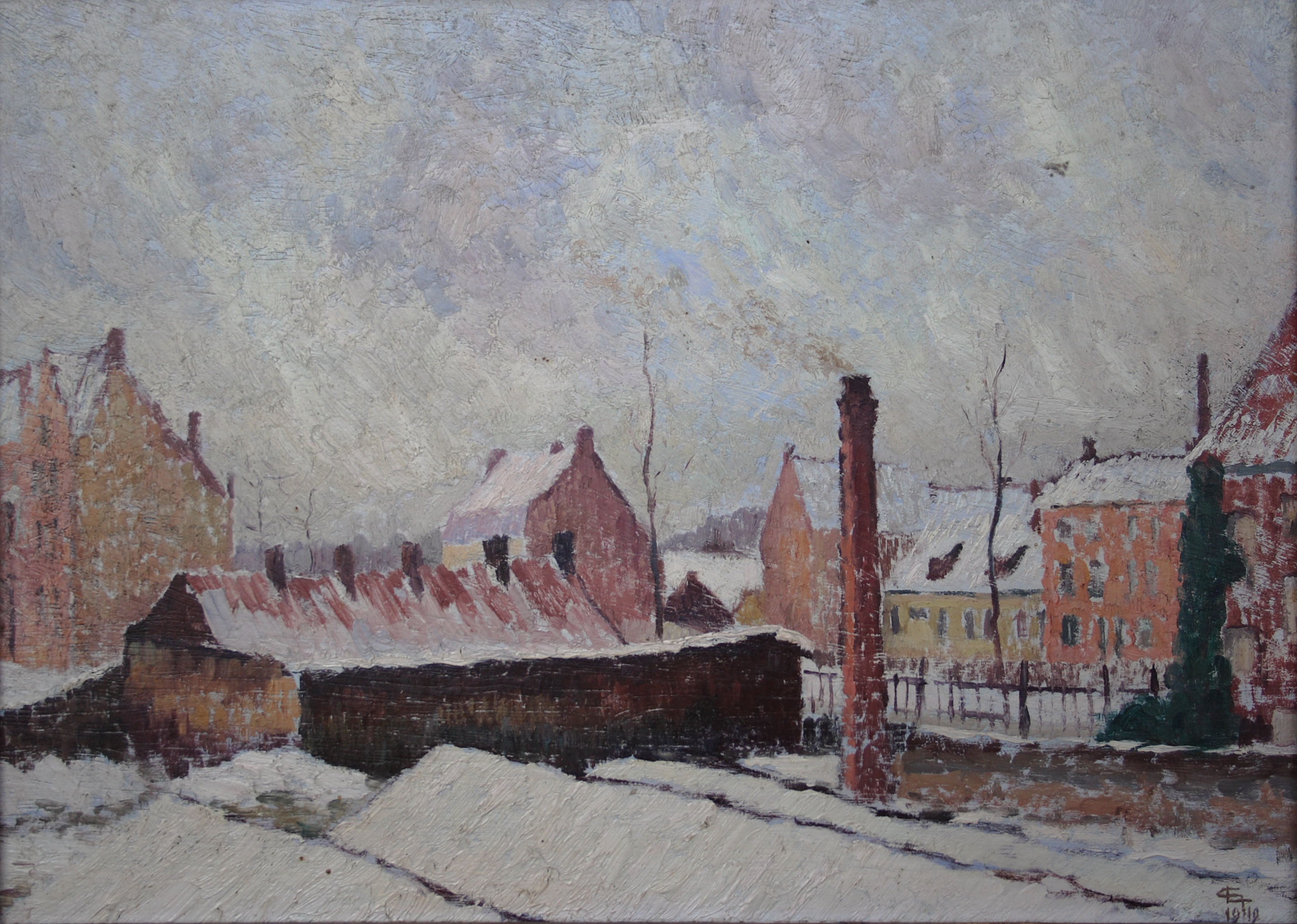
Georges Émile Lebacq, 1910 Neige à Bruges.

- Gérard David, artiste-peintre flamand d'origine néerlandaise
- Gilles Joye, théologien
- Georges Emile Lebacq, peintre belge
- Zeghere van Male, marchand et chroniqueur
- Hans Memling, peintre flamand
- François Marie Salembier, le chef des Chauffeurs du Nord, fut guillotiné à Bruges en 1798.
- Narcisse Ablaÿ, général et gouverneur de la Flandre-Occidentale
- Jean-Baptiste Coppieters 't Wallant, homme politique
- Guy Thys, entraîneur de football belge
- Jan van Eyck, peintre flamand
- Odiel Van Hevel, coureur cycliste
- Juan Luis Vives, philosophe, théologien et grammairien
- Georges de Crombrugghe de Looringhe, homme politique

### Parcs
Cette ville est très riche en espaces verts, notamment près des canaux encerclant la ville.

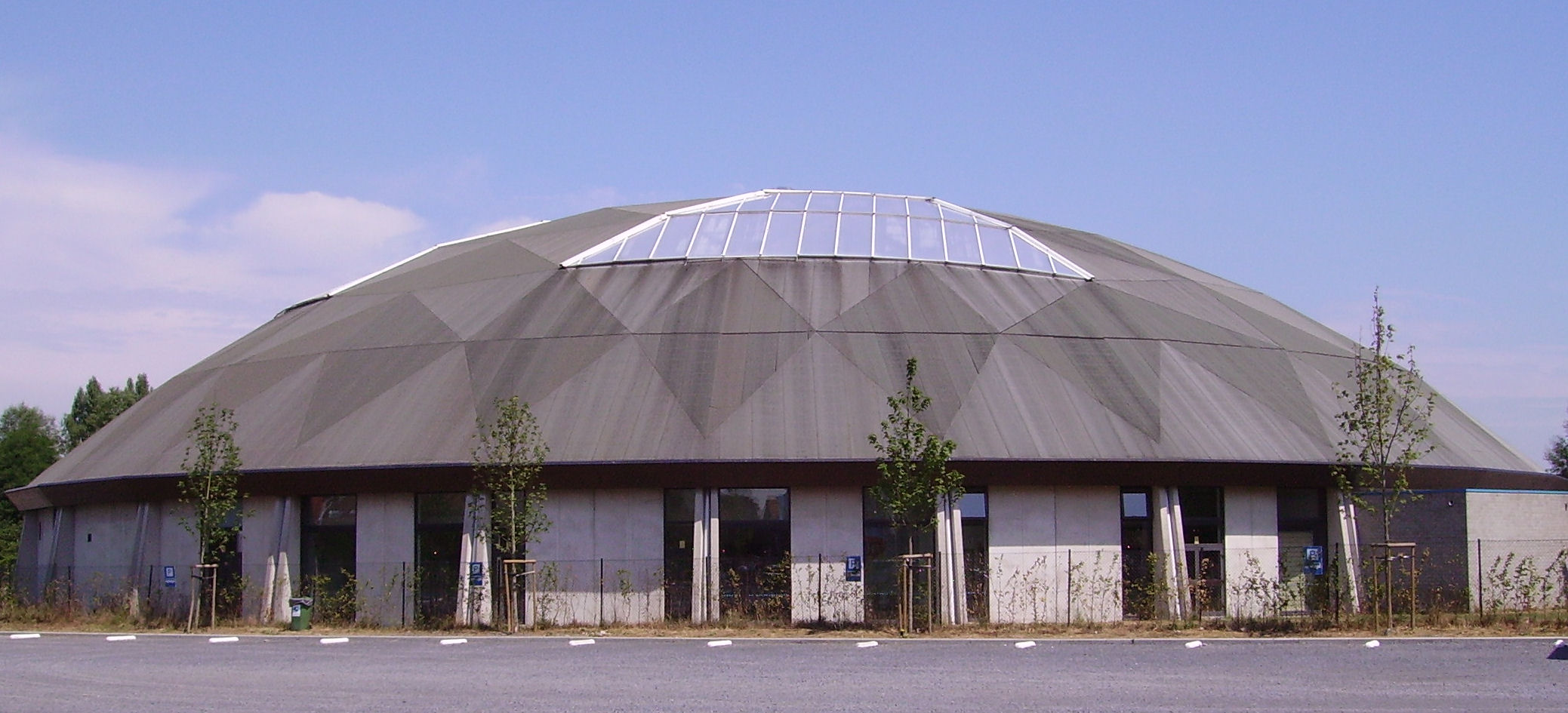
Le delphinarium dans le Boudewijn Seapark.

- Des jardins publics dans le centre-ville :
  - Baron Ruzettepark
  - Graaf Visartpark
  - Koning Albertpark ou parc du Roi Albert
  - Koningin Astridpark ou parc de la Reine Astrid
  - Minnewaterpark ou parc du Minnewater
  - Pastoor Van Haeckeplantsoen
  - Sincfalpark
  - Stadspark Sebrechts ou parc potager
  - Les vieilles enceintes ou remparts de Bruges
- Le Boudewijn Seapark, un parc d'attractions et de loisirs, à Sint-Michiels.

## Gastronomie

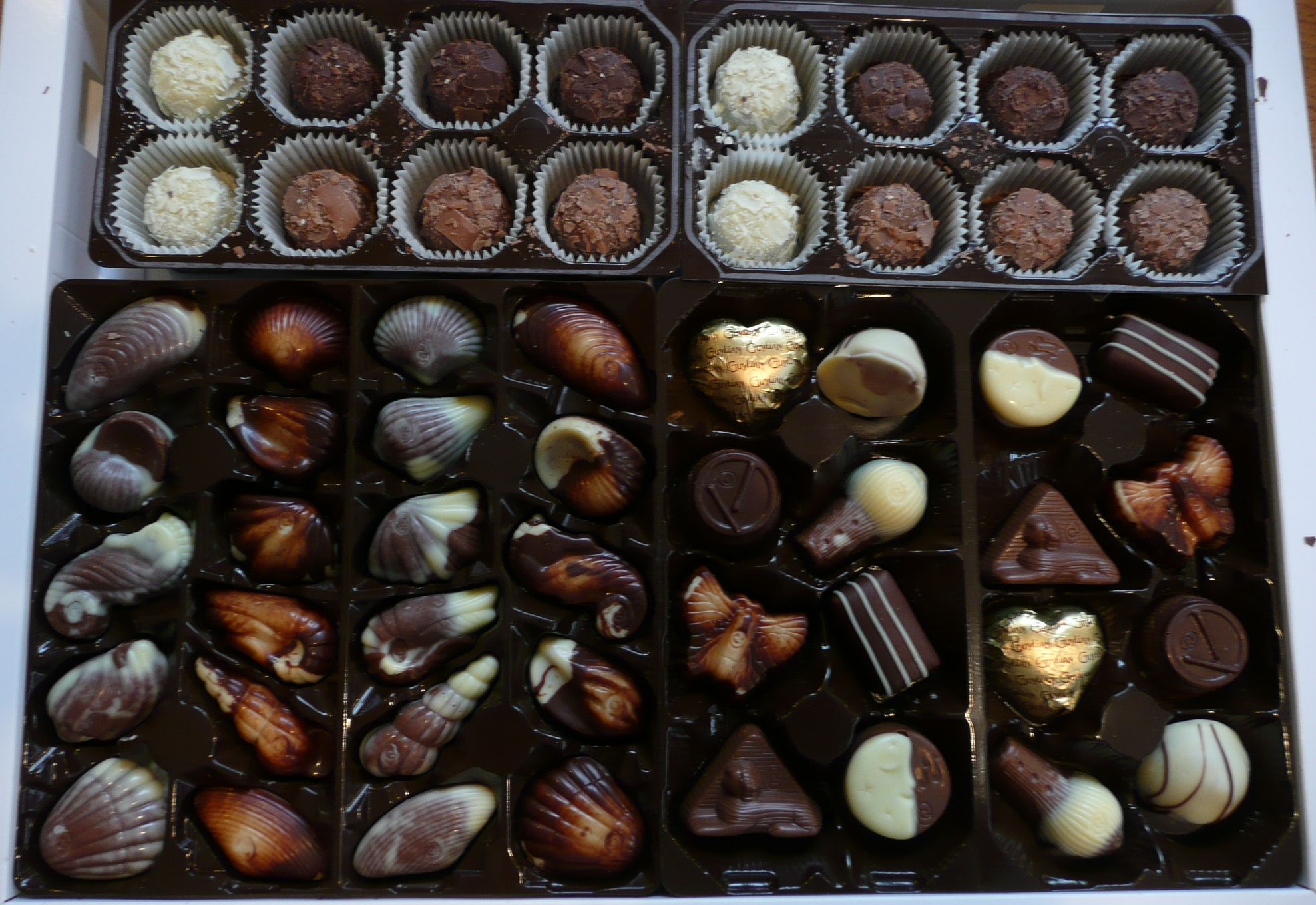
Truffes et fruits de mer en chocolat.

Parmi les nombreuses spécialités gastronomiques de Bruges, on peut citer :
- Fruits de mer aux trois chocolats (pralines) ;
- Brugse Achten : le nœud de Bruges, une viennoiserie en pâte feuilletée en forme de 8 ;
- Kletskoppen (dentelles de Bruges) : petits gâteaux croquants à base d’amandes et de sucre caramélisés ;
- Amandelbrood : petits biscuits aux amandes ;
- Roggemaffen : petits pains au raisins ;
- Brugs Beschuit : pain au lait ;
- Brugse Mokken : biscuits au sirop et à la farine de seigle ;

- Filet de porc à la brugeoise ;
- Hutsepot (pot-au-feu local) ;

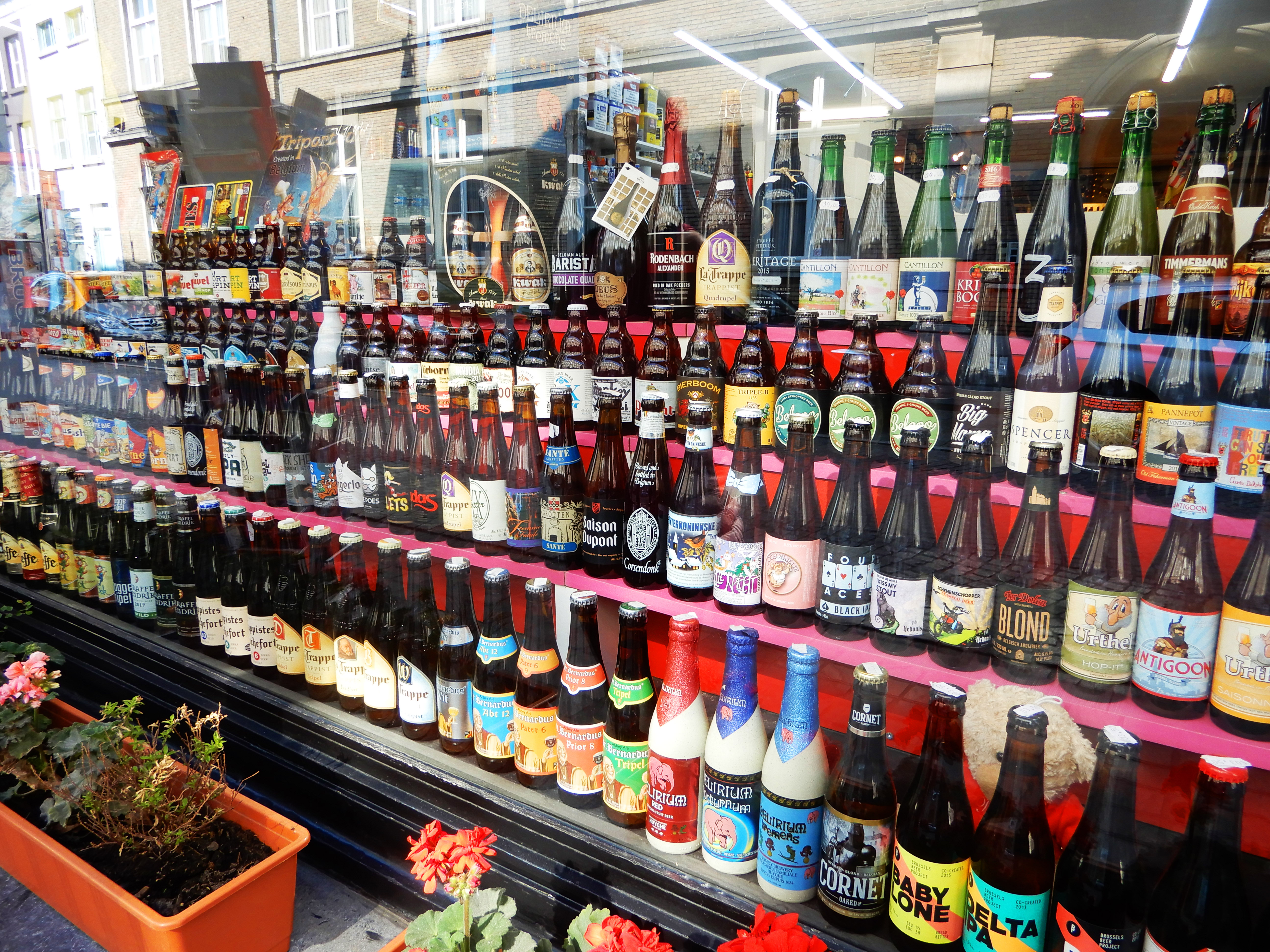
Large choix de bières à Bruges.

- Bières Brugse Zot et Staffe Hendrik (Brasserie De Halve Maan) ;
- Bières Bourgogne des Flandres ;
- Bières Fort Lapin (Brasserie Fort Lapin).

## Galerie et panoramas

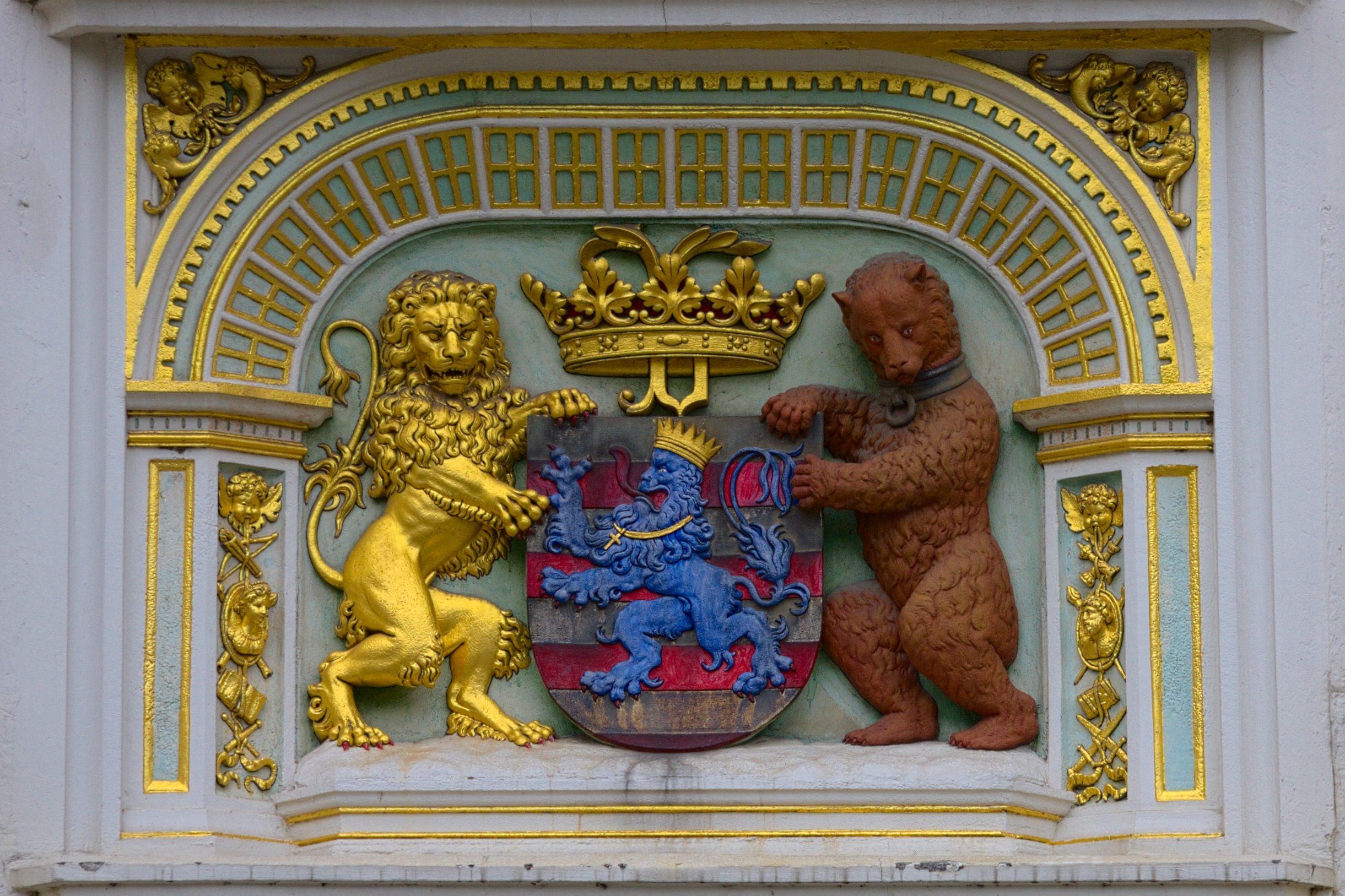
Armoiries de Bruges.
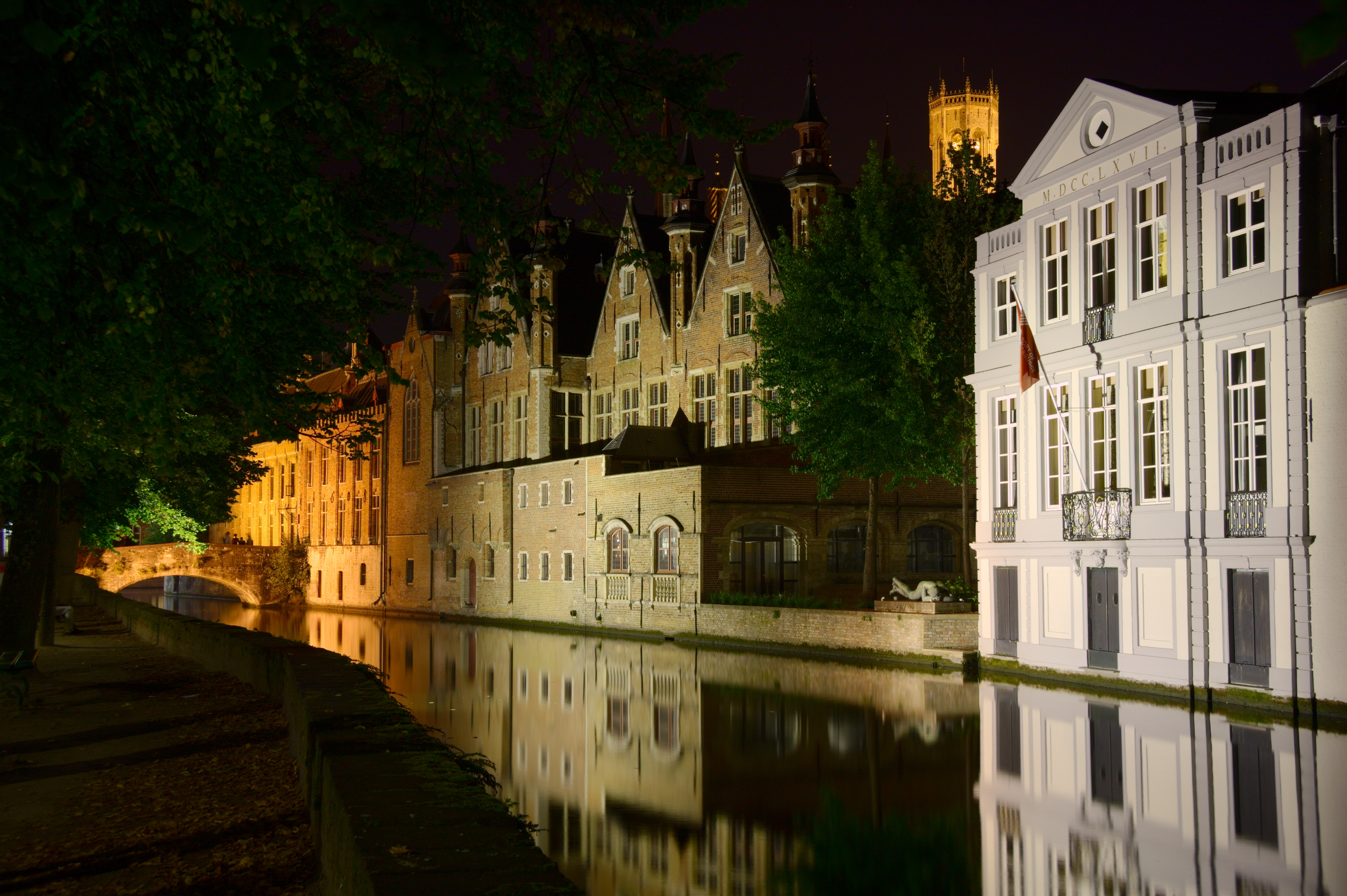
Le Groenerei.
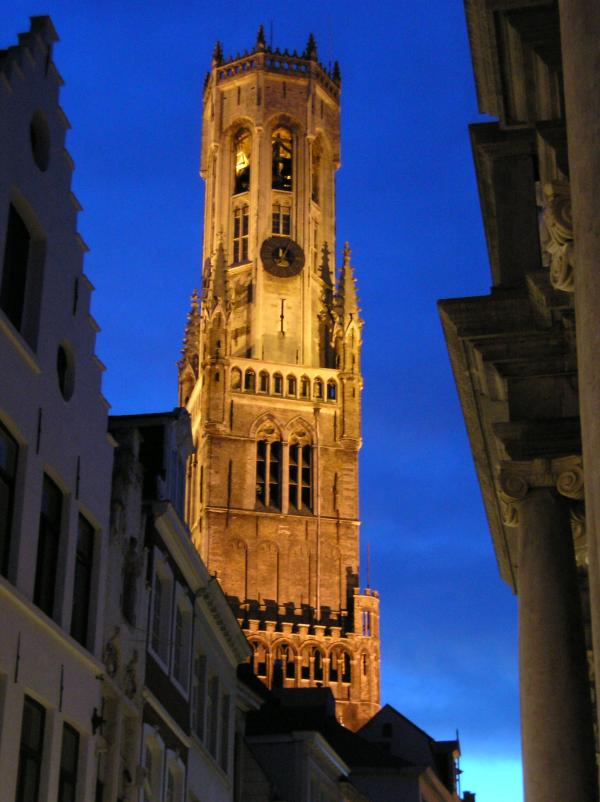
Beffroi.
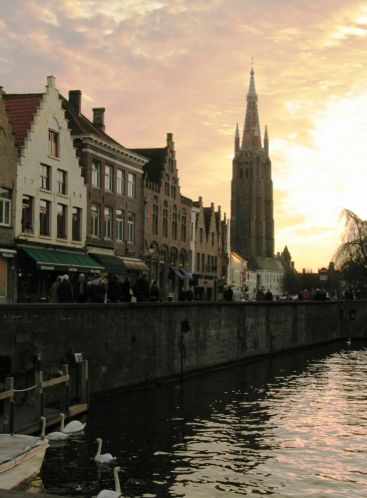
Le Dijver et la haute tour de l'église Notre-Dame.
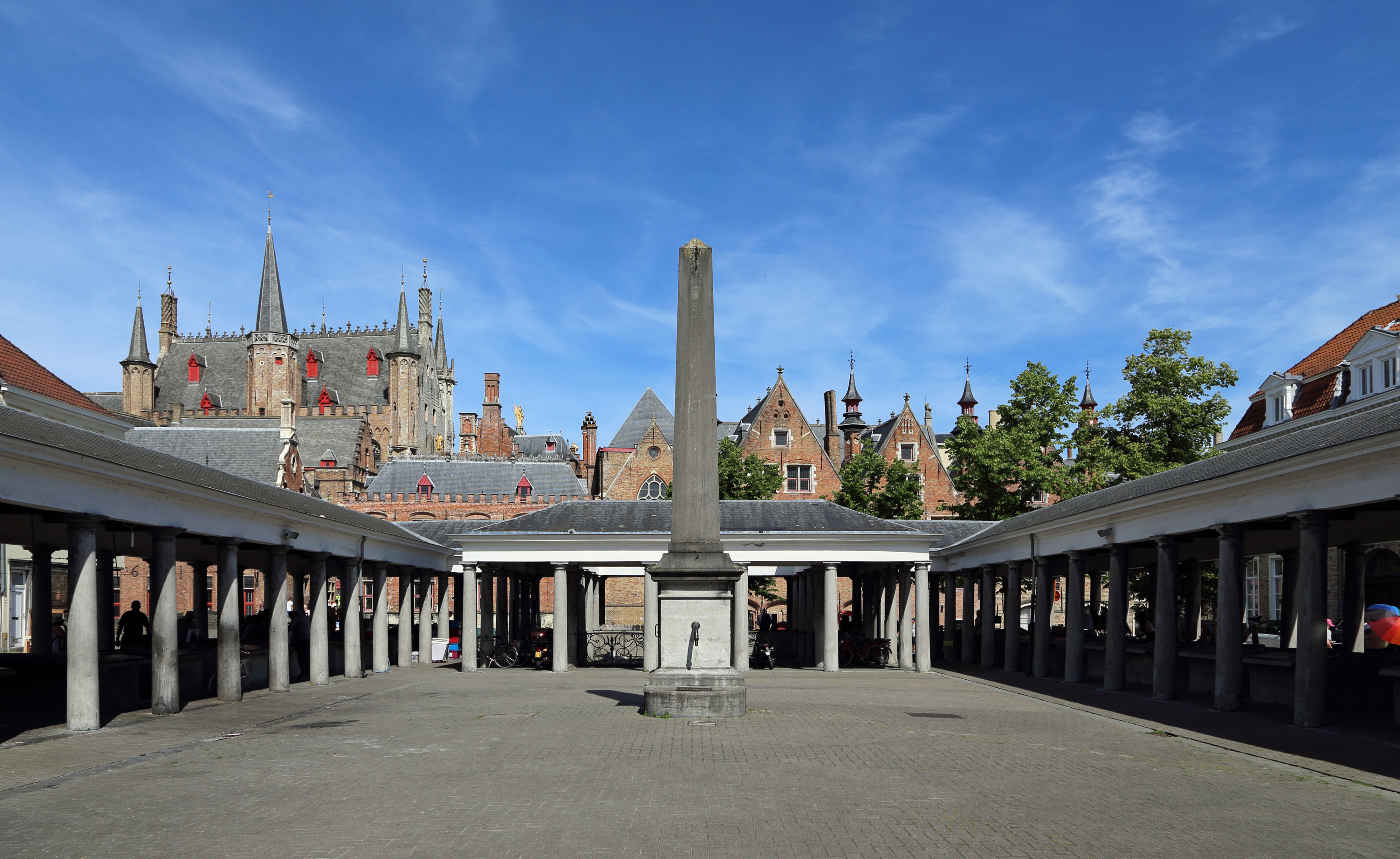
Marché aux Poissons.
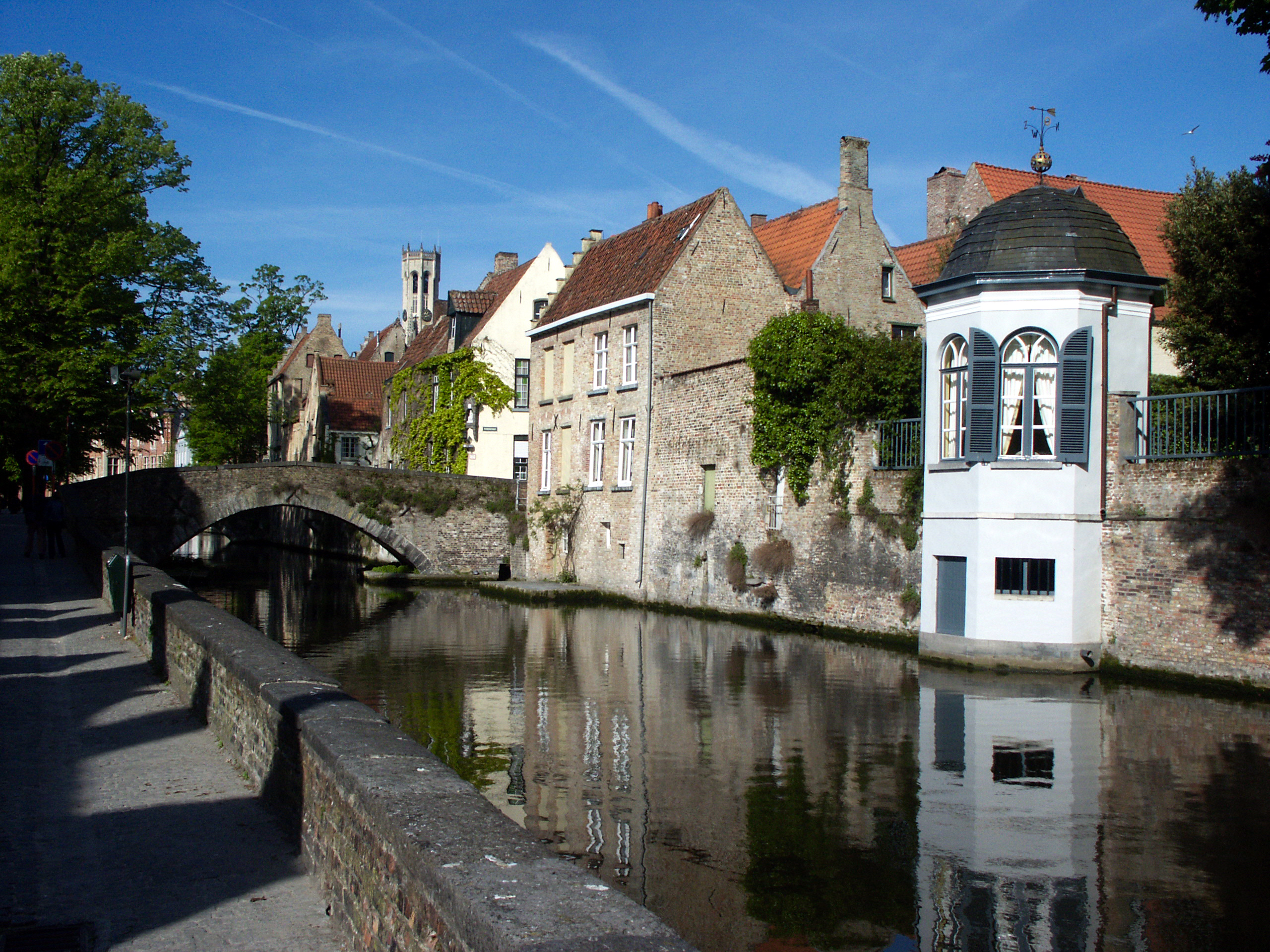
Le Groenerei.
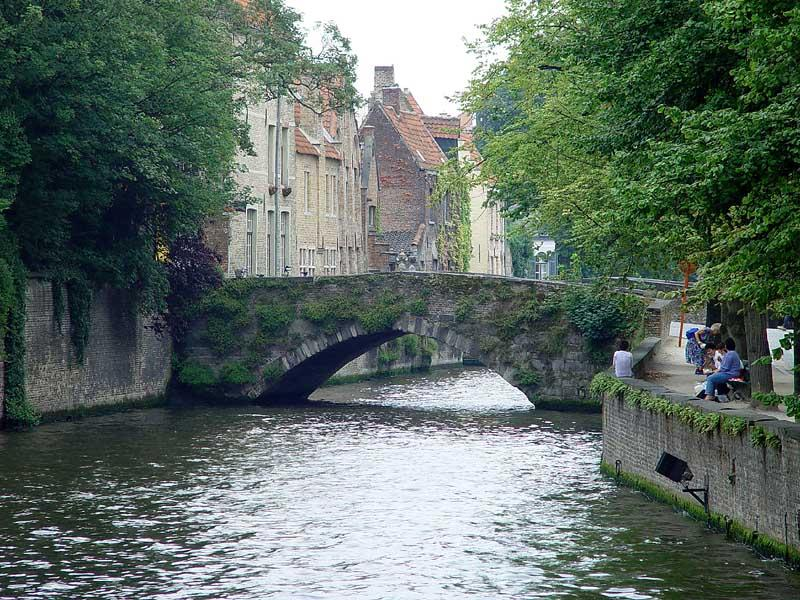
Le Groenerei.
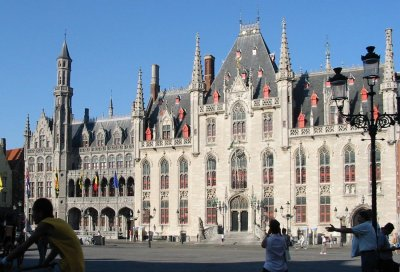
Provinciaal Hof sur la Grand-Place.
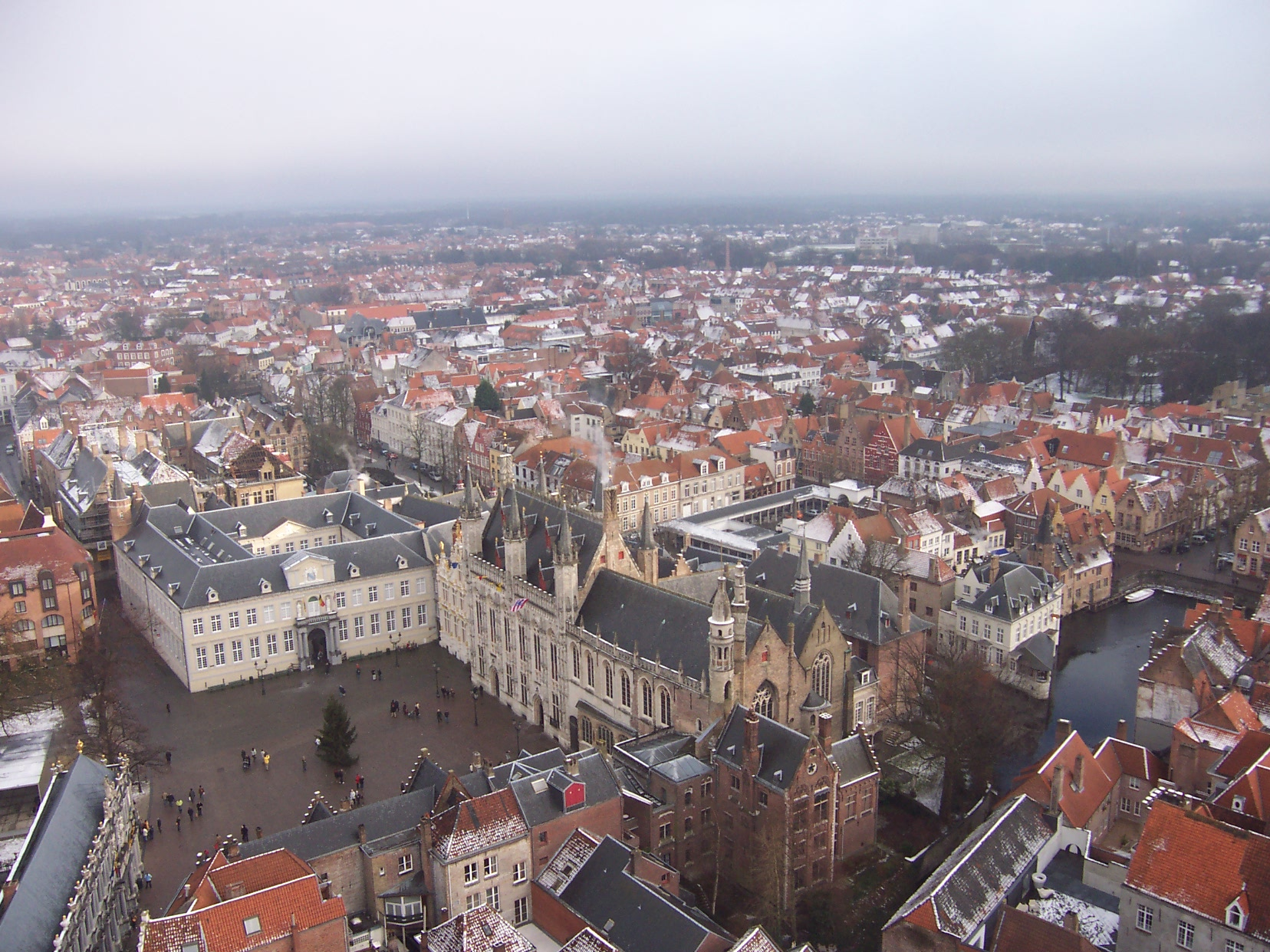
Vue du beffroi de l'hôtel de ville de Bruges.
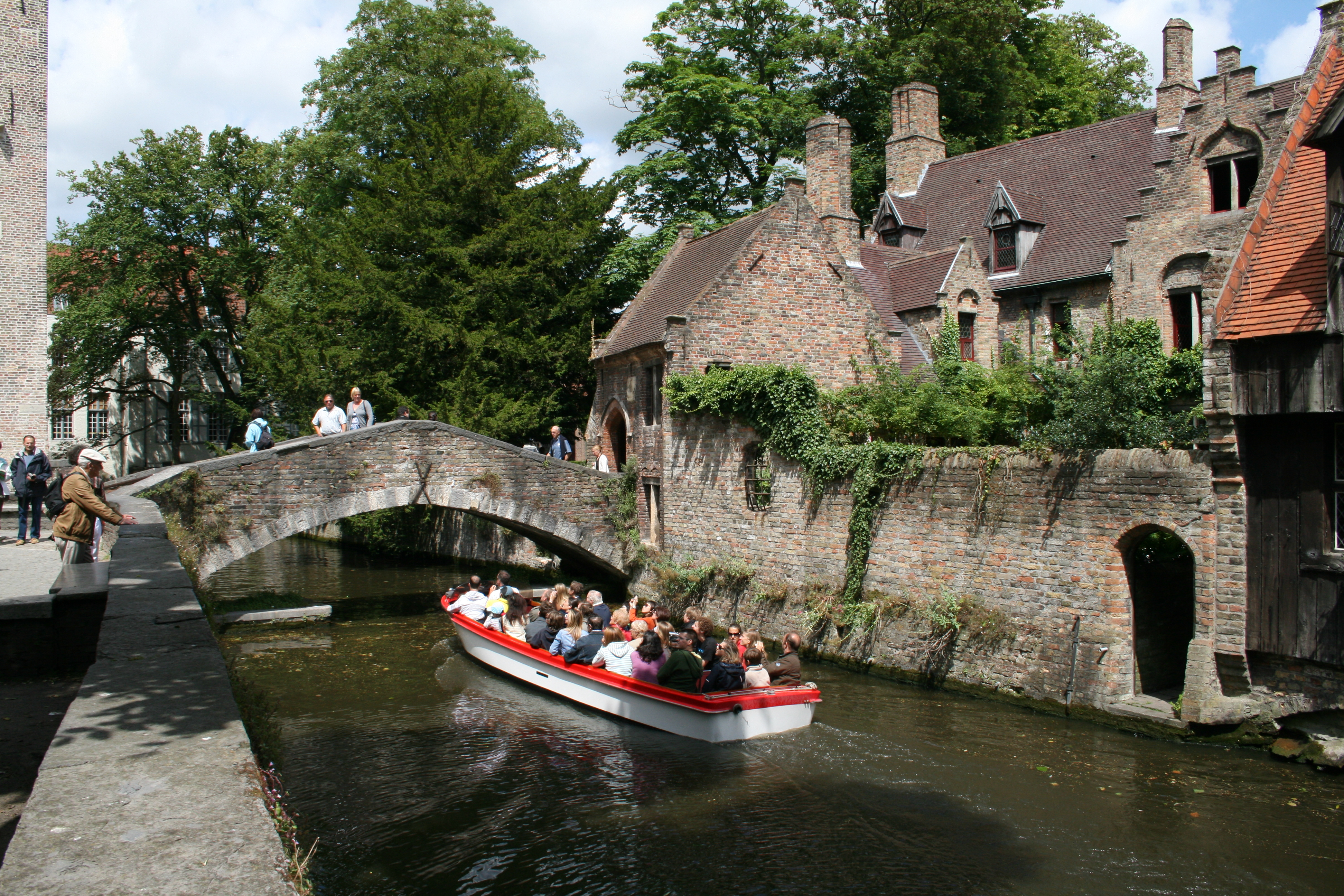
Pont Bonifacius.
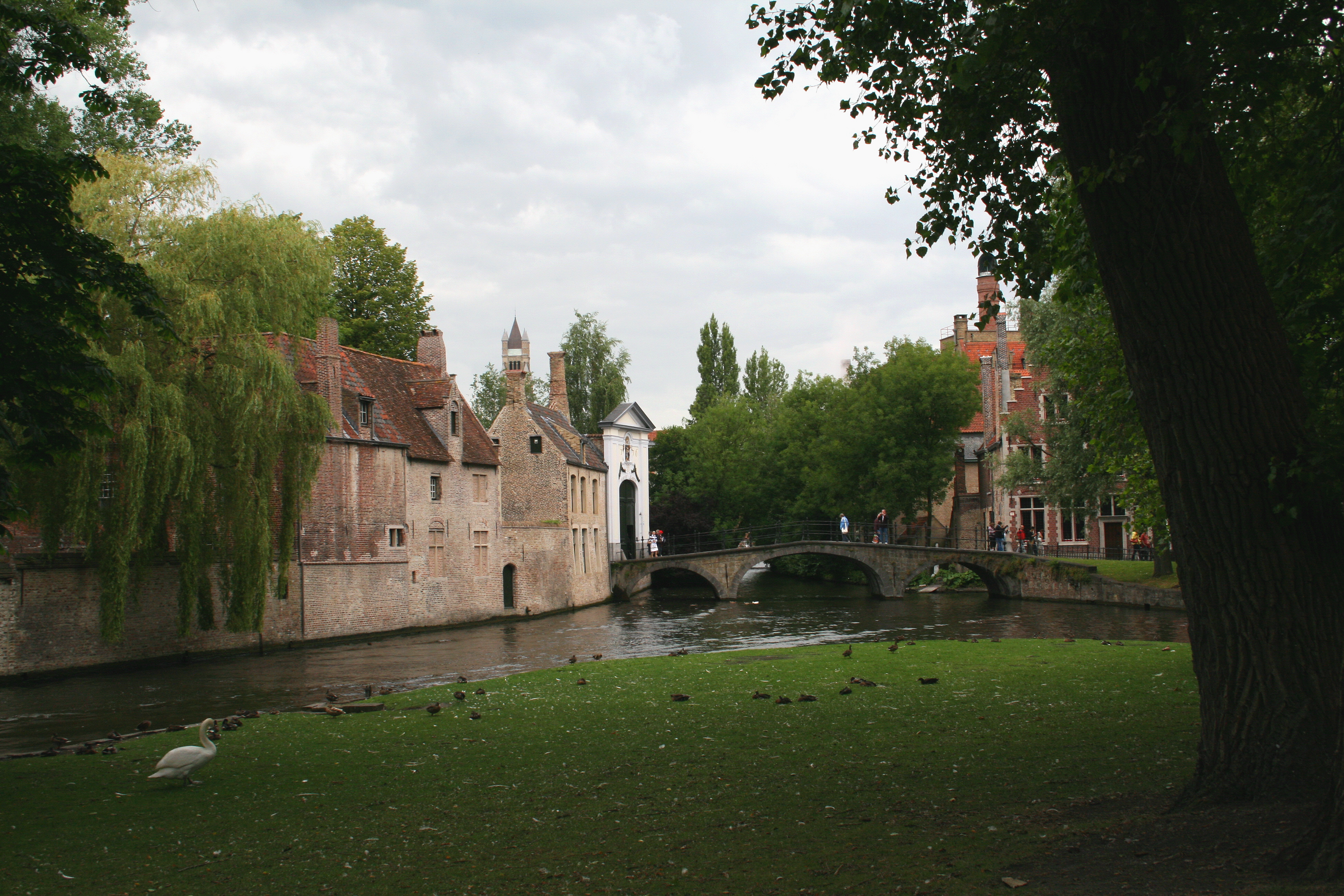
Entrée du béguinage avec le pont Wijngaard.
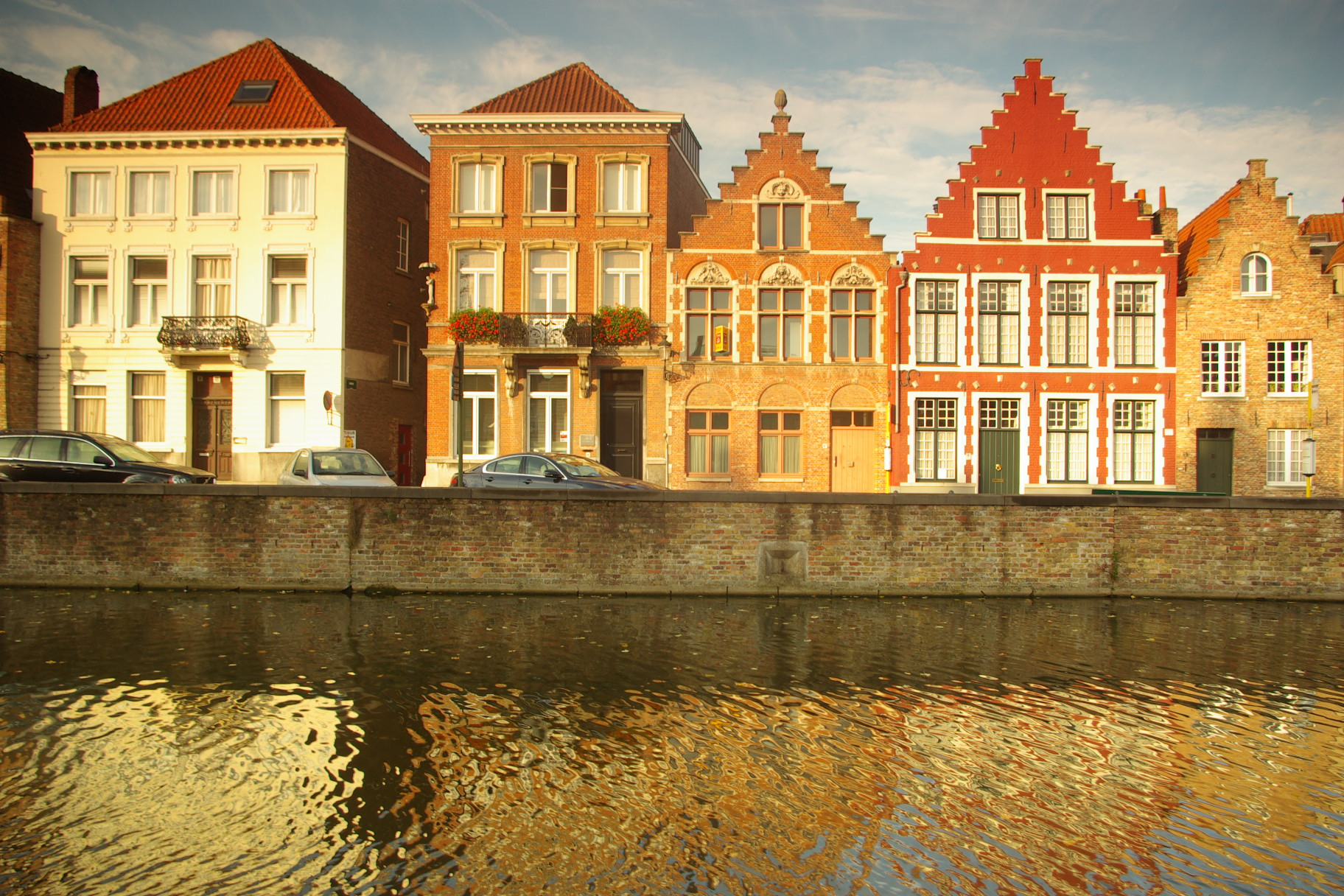
Maisons.
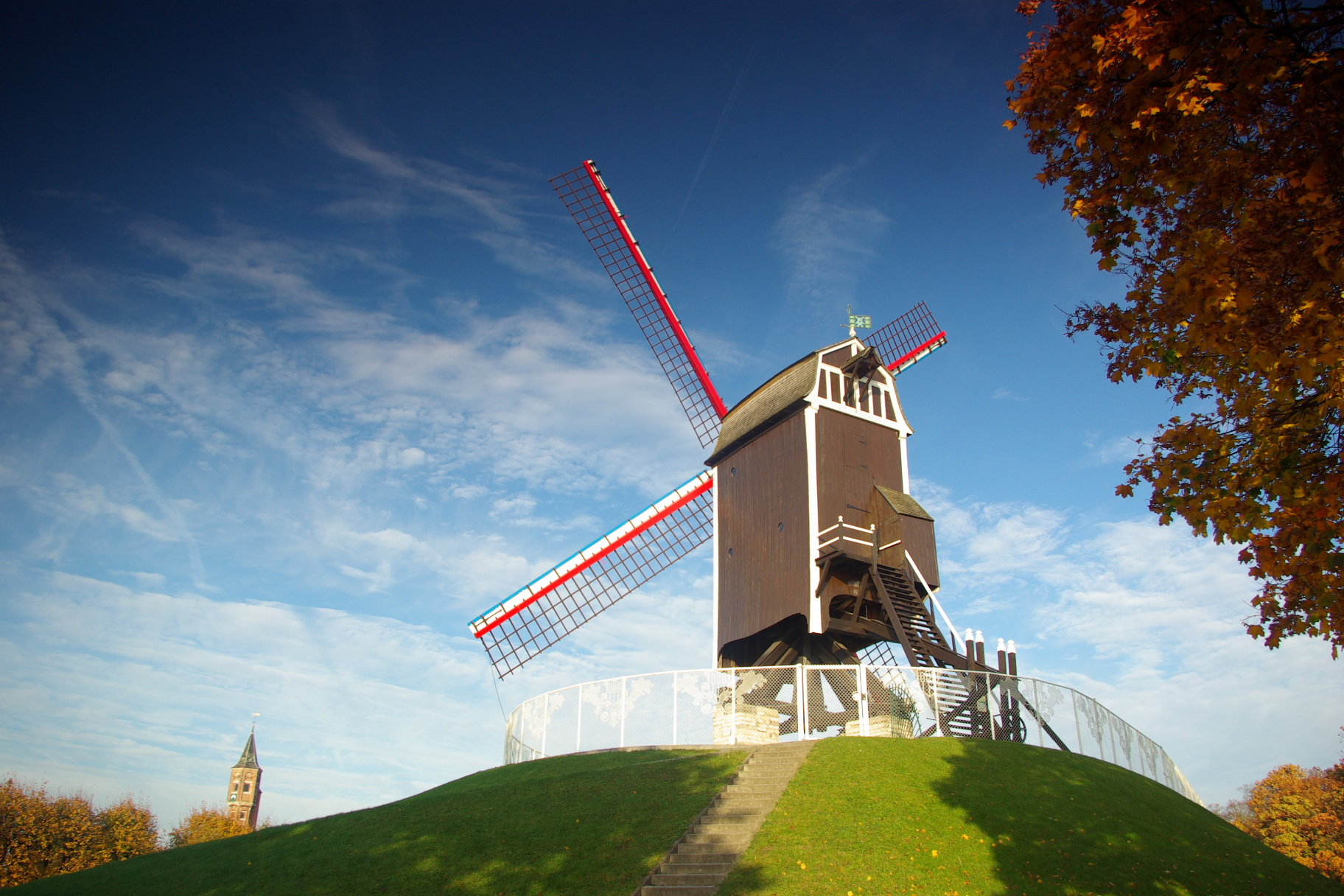
Moulin à l'est de la ville.
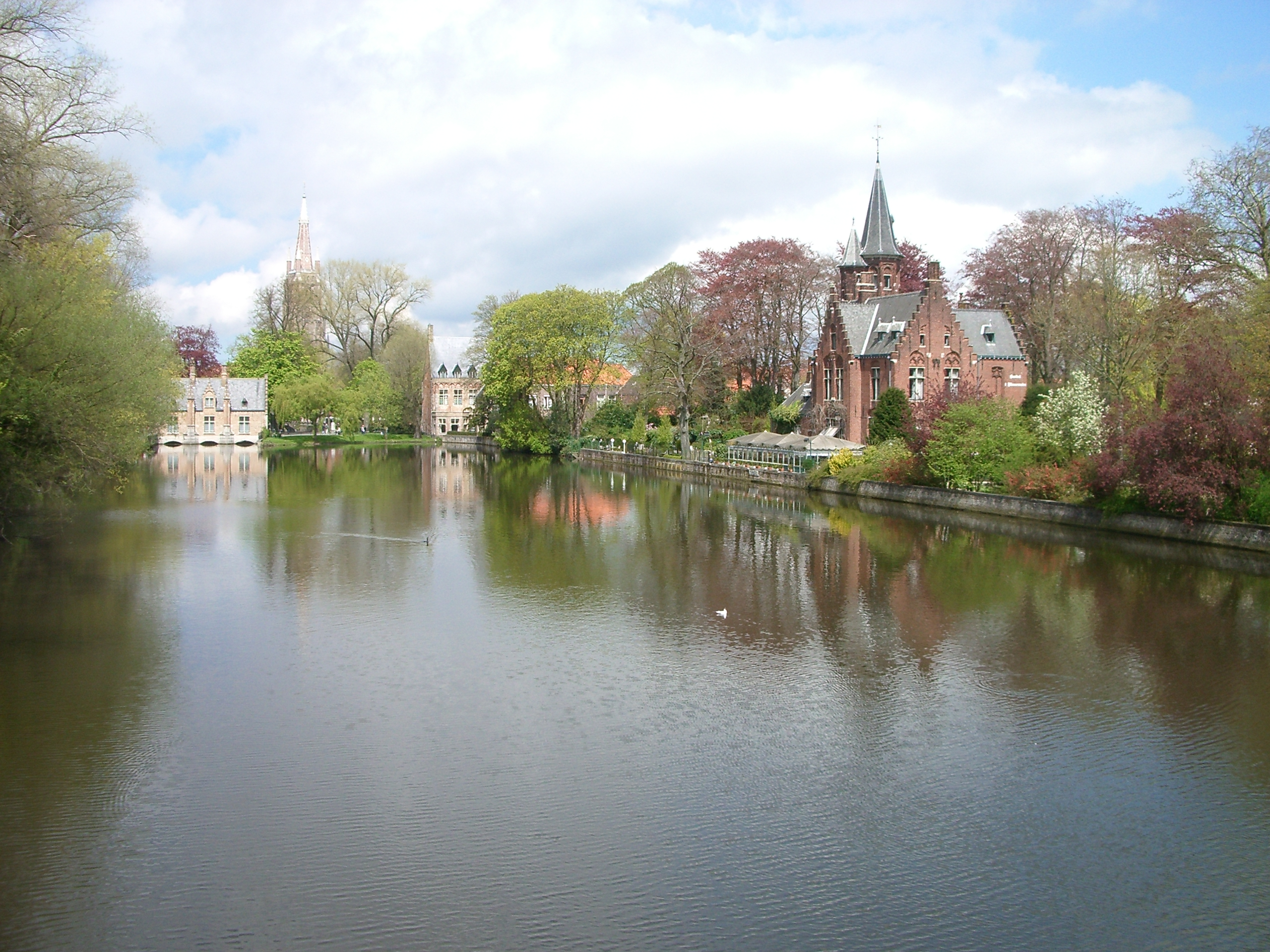
Le Minnewater.
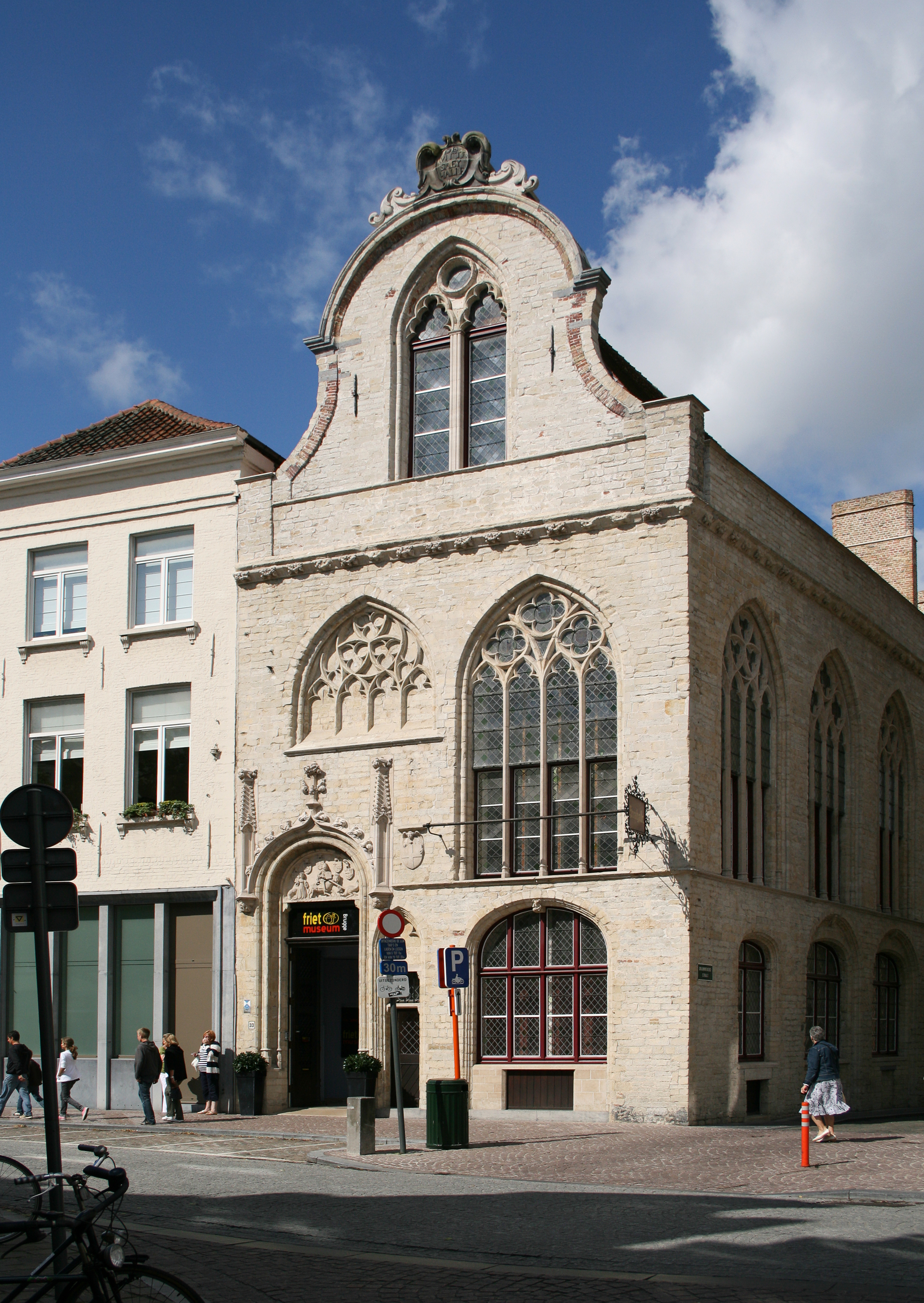
La loge génoise ou Saaihalle.
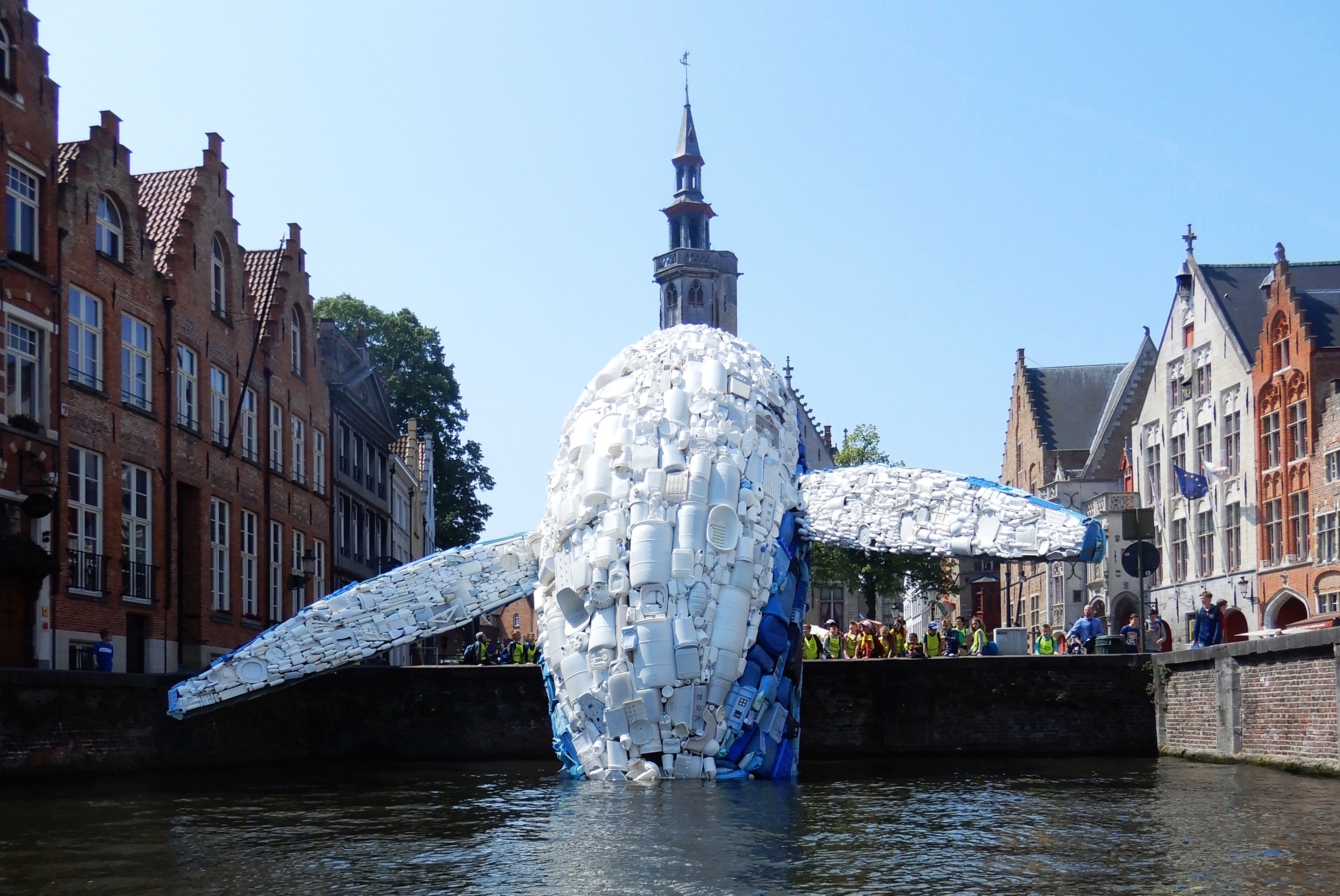
Bruges - Sensibilisation aux déchets plastiques jetés dans la mer.

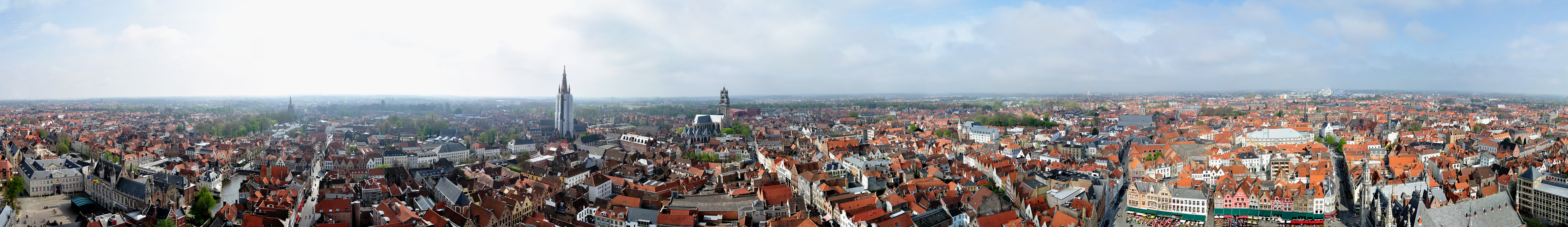
Panorama de la ville pris du beffroi (2009).

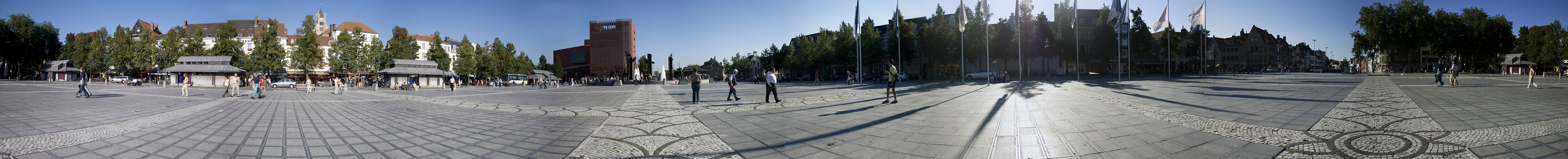
Panorama de 360° du t Zand.

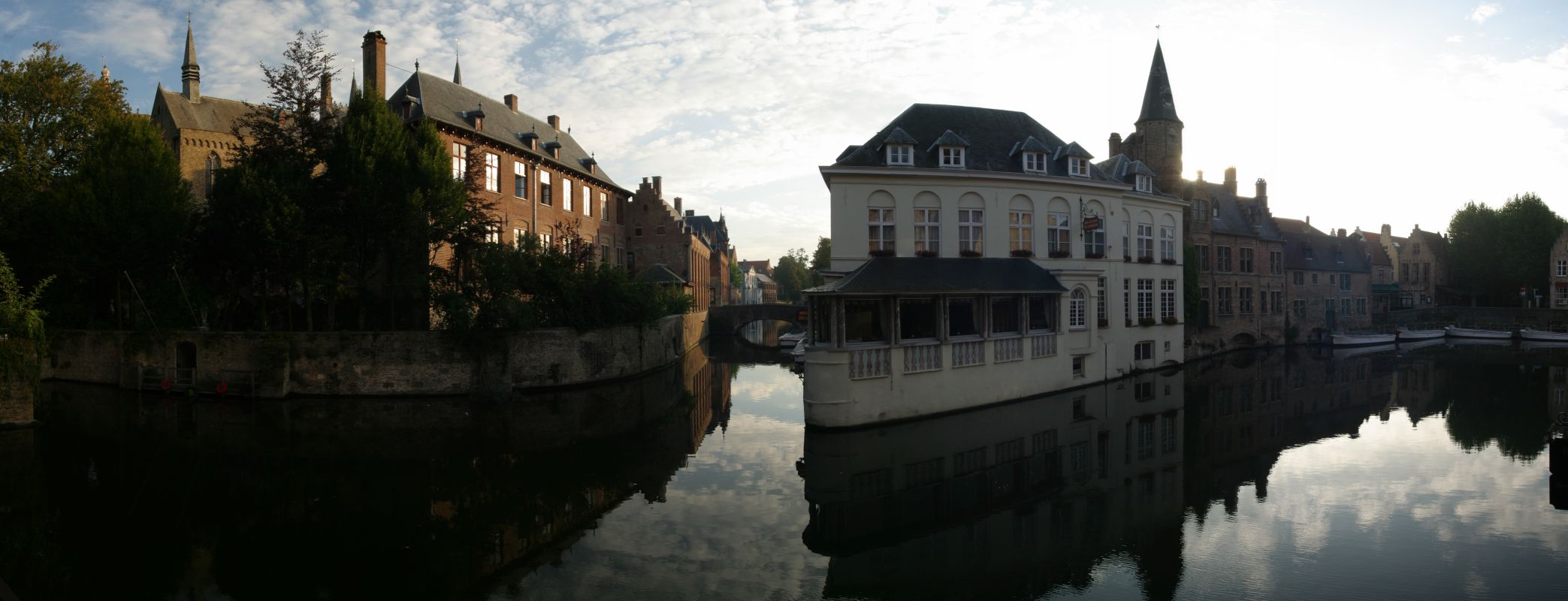
Vue sur le Groenerei (au centre) et le Rozenhoedkaai (Quai du Rozenhoed, à droite).

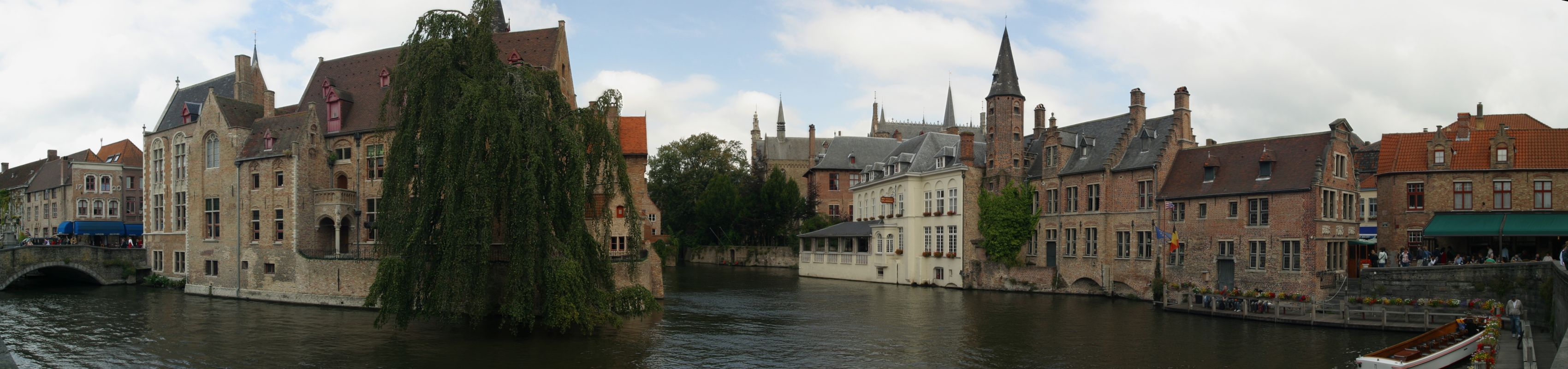
Vue du Rozenhoedkaai.

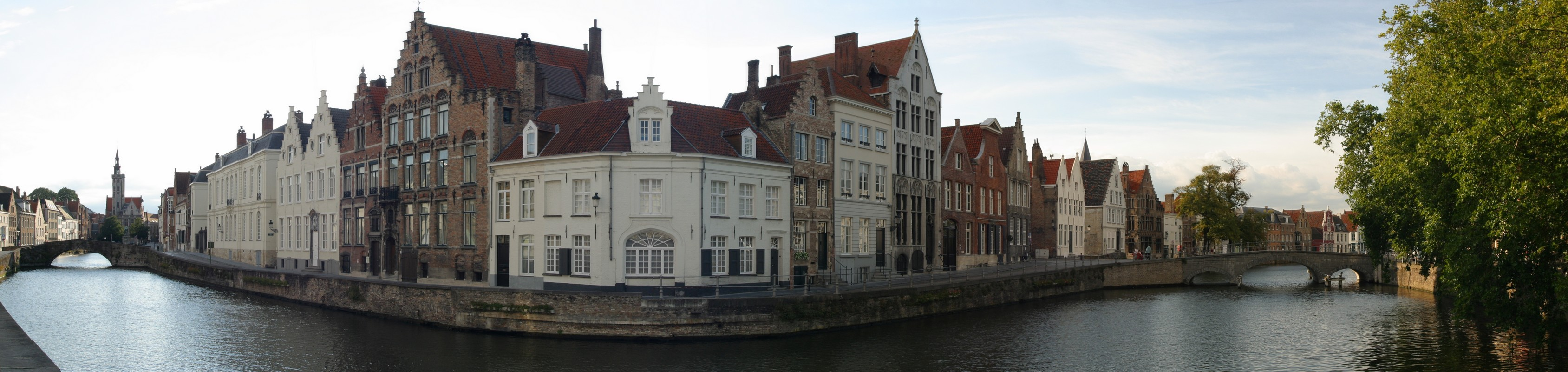
Le Spiegelrei et le Langerei.

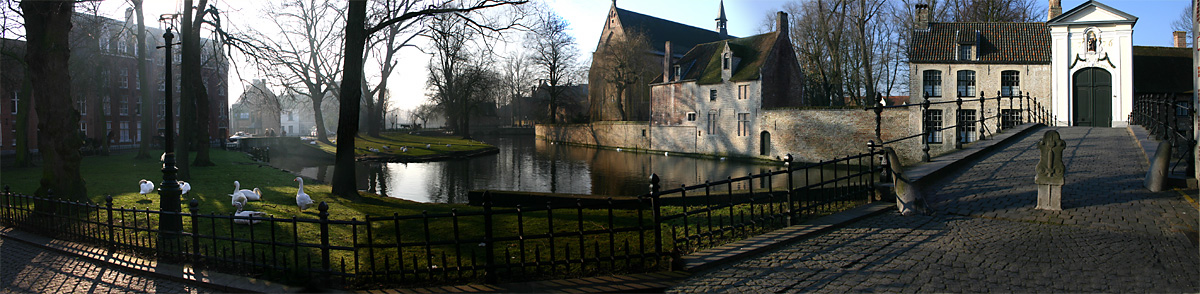
Extérieur du béguinage.

## Sources

### Lectures approfondies
- Une balade à travers Bruges, Bruxelles, Editions Thill S.A., 32 p.